# Australopithecus sediba
Australopithecus sediba is een uitgestorven soort mensachtige (Hominini), behorende tot het geslacht Australopithecus, waarvan 1,78 tot 1,95 miljoen jaar oude fossiele resten gevonden zijn in Zuid-Afrika. 
De eerste vondsten van A. sediba werden in 2008 gedaan. In 2010 werd de soort benoemd. Tot 2018 zijn meer dan 220 fossiele fragmenten van minstens zes individuen gemeld, waaronder volwassenen en kinderen. Alle vondsten zijn afkomstig van dezelfde locatie, een grottensysteem bij Malapa, ongeveer vijftig kilometer ten noordwesten van Johannesburg, dat onder de naam Cradle of Humankind (Wieg van de Mensheid) aan de werelderfgoedlijst van UNESCO is toegevoegd.
De vondst van A. sediba is vooral belangrijk wegens de uitzonderlijke gaafheid van veel delen van het skelet. Het onderzoeksteam dat de fossielen bestudeerde heeft geclaimd dat de soort een tussenvorm zou zijn tussen Australopithecus africanus en het geslacht Homo waartoe de moderne mens behoort. A. sediba heeft verschillende kenmerken in de schedel en het bekken die dichter bij de mens lijken te staan. Andere onderzoekers echter vermoeden dat de fossielen slechts exemplaren van A. africanus vertegenwoordigen die toevallig meer op Homo lijken.
De hersenomvang was bij A. sediba niet duidelijk toegenomen. Hij liep op zijn achterpoten maar had lange armen en bezat vele aanpassingen aan het klimmen in de bomen. Het voedsel van A. sediba bestond overwegend uit planten.

## Ontdekking

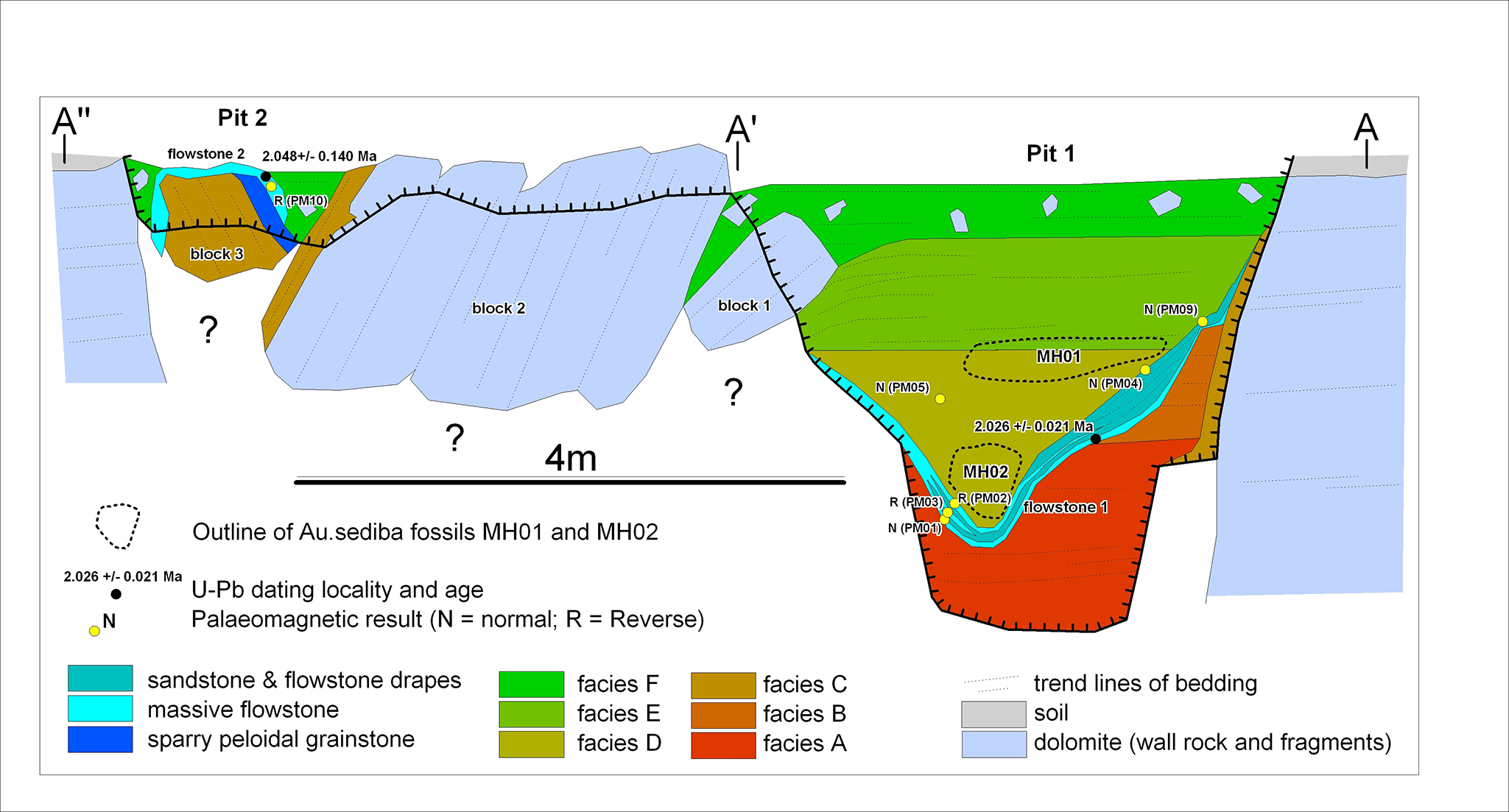
Diagram van de vindplaats

Op 8 augustus 2008 begon de Zuid-Afrikaanse paleoantropoloog Lee Rogers Berger de omgeving van de werelderfgoedlocatie uit te kammen. De eerste vondst van Australopithecus sediba was een deel van een rechtersleutelbeen, op 15 augustus toevallig ontdekt door Bergers negen jaar oude zoontje Matthew toen hij bij het uitlaten van zijn hond Tau over een steen struikelde. Verdere opgravingen leverden in maart 2009 onder andere de schedel van het holotype op, specimen MH1. "MH" staat daarbij voor Malapa Hominin. Het bleek te gaan om een 1,27 m lang mannelijk, juveniel exemplaar, waarschijnlijk rond de twaalf jaar oud. De leeftijd werd afgeleid uit het feit dat de verstandskiezen al door waren en in occlusie stonden. De inhoud van de hersenpan bedraagt ongeveer 420 cm3. Uit vergelijking met andere mensachtigen werd geconcludeerd dat de schedelinhoud van het holotype ongeveer 95% van dat van een volwassen exemplaar moet zijn. Behalve het sleutelbeen en de beide kaken, waarin verschillende relatief kleine tanden, werden ook tien wervels van de wervelkolom, negen ribben, de rechterarm, een linkeropperarmbeen, een derde linkermiddenhandsbeen, van het bekken de twee gedeeltelijke darmbeenderen, een linkerzitbeen en een stukje linkerschaambeen, de bovenkant van het rechterdijbeen, een stuk rechterscheenbeen, een stuk kuitbeen, een deel van het hielbeen en het vierde en vijfde middenvoetsbeen gevonden. Deze botten lagen niet in anatomisch verband maar waren over een oppervlakte van twee vierkante meter verstrooid. In 2012 werden aanvullende skeletelementen van MH1 gemeld.

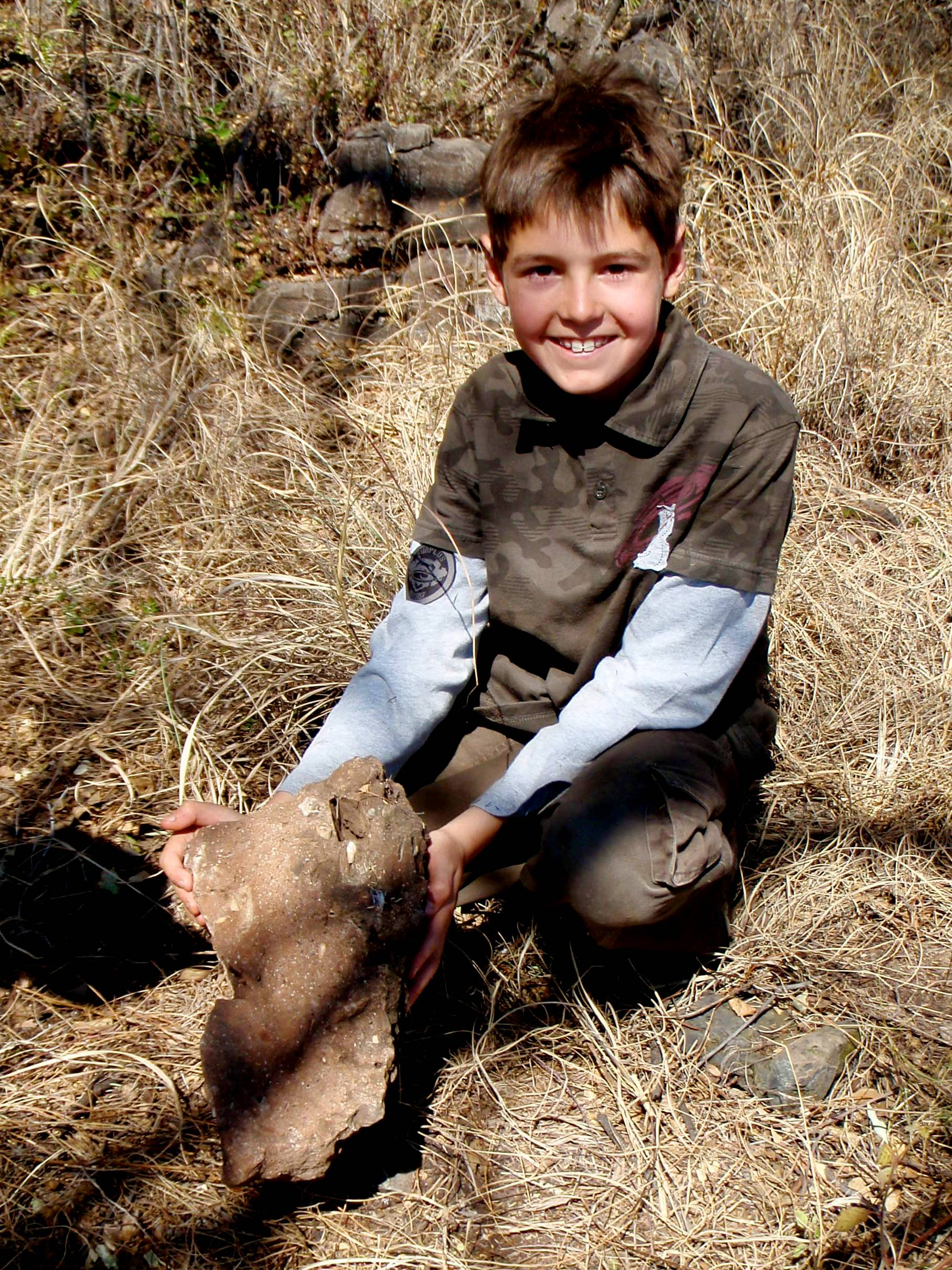
Matthew Berger vindt MH1

Van een tweede skelet, het paratype MH2, een volwassen vrouwelijk individu op 4 september 2008 ontdekt, werden een tand uit de bovenkaak, fragmenten van de onderkaak, elf wervels, zestien ribben, het heiligbeen, een borstbeen, beide sleutelbeenderen, beide schouderbladen, een vrijwel complete rechterarm, zes botten van de linkerhand, het rechterdarmbeen, het rechterschaambeen en een stuk linkerschaambeen van het bekken, de bovenkant van het rechterdijbeen, een stuk rechterdijbeenschacht, het rechterkniegewricht inclusief knieschijf, de bovenkant van het linkerscheenbeen, de bovenkant van het linkerkuitbeen, en de onderkant van een scheenbeen verbonden met sprongbeen en hielbeen gevonden. De arm lag in anatomisch verband. Daarnaast werden fragmenten van nog vier skeletten ontdekt, waaronder één volwassen en drie juveniele exemplaren. In vergelijking met de oudste vondsten van het geslacht Homo zijn MH1 en MH2 vrij compleet, waardoor ze een meer volledig beeld van de soort als geheel bieden. De overige skeletten zijn meer fragmentarisch, verdeeld over verspreide steenblokken. In 2015 werd het minimumaantal individuen van A. sediba geschat op zes. Daarvan waren er in 2018 drie, de fragmentarische juveniele exemplaren, wel gelokaliseerd maar nog niet opgegraven. Van het volwassen specimen MH4 was toen de onderkant van een rechterscheenbeen geborgen (U.W. 88-21/40) waarvan in eerste instantie gedacht was dat het aan MH1 toebehoorde. Van verschillende losse elementen is de toewijzing onzeker zoals een vijfde middenvoetsbeen van een volwassen individu.

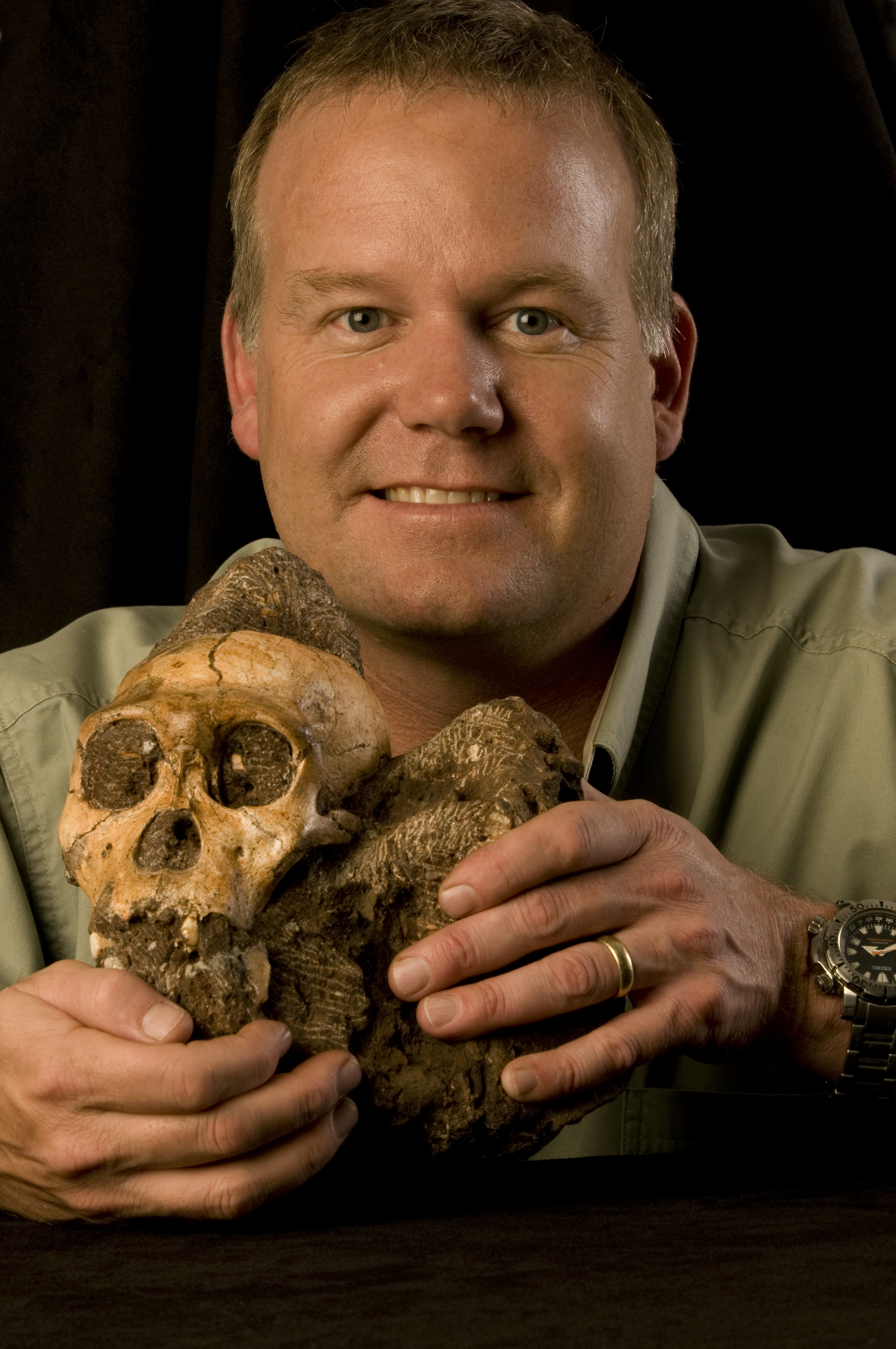
Lee Berger laat de schedel ter vergelijking zien

In 2010 werden de vondsten door Lee R. Berger, Darryl James de Ruiter, Steven Emilio Churchill, Peter Schmid, Kristian James Carlson, Paul H.G.M. Dirks en Job Munuhe Kibii benoemd en beschreven als een nieuwe soort van Australopithecus: Australopithecus sediba. De soortaanduiding sediba is afgeleid van het woord voor fontein of bron in het Zuid-Sotho, met de bedoelde betekenis van "oorsprong". Een prijsvraag voor kinderen leverde de bijnaam Karabo voor het holotype op, Setswana voor "antwoord". A. sediba was de eerste geldige australopithecussoort die sinds 1938 uit het zuiden van Afrika benoemd werd.
Op dezelfde plek werden Vroeg-Pleistocene fossielen van diverse dieren gevonden, zoals sabeltandkatten (Dinofelis barlowi, wellicht Megantereon), een luipaard (Panthera pardus), de zwartvoetkat Felis nigripes, de directe voorouders van bruine hyena's (Parahyaena brunnea) en Afrikaanse wilde honden, een vos (Vulpes, cf. Vulpes chama), een schildpad (Chelonia sp.), paarden (Equus sp.), varkens, hazen (Lepus sp.), mangoesten (Genetta sp., Atilax cf. A. mesotes), een olifantsspitsmuis (Elephantulus), stekelvarkens (Hystrix africaeaustralis), een baviaan (Papio sp.) en antilopen (klipspringer Oreotragus, Tragelaphus en Megalotragus). In 2015 werden 1302 botten gemeld, terwijl de opgravingen nog lang niet waren afgelopen. Opvallend was het relatief hoge aantal roofdieren, hoewel de resten van Bovidae i.c. antilopen met 332 botten de grootste categorie vormden. De Hominini kwamen daar net achteraan met in 2015 237 botten of fragmenten daarvan.
Mogelijk vormde de vindplaats in het vroege Pleistoceen een ondergrondse bron in een zinkgat van dertig meter diepte, waar de dieren invielen na te zijn aangetrokken door de geur van water. Het kan ook zijn dat de dieren per ongeluk naar beneden stortten doordat een smalle opening overgroeid was of door vluchtende prooidieren als een veilige schuilplaats werd gezien. De roofdieren wijzen op het scenario van een predator trap. De karkassen kunnen in een ondergrondse poel kalkrijk water zijn terechtgekomen waar de omstandigheden voor fossilisatie gunstig waren. De zinkgaten zijn later door verdere verkarsting uitgegroeid tot het huidige grottensysteem.
In 2015 concludeerde een studie dat MH1 en MH2 geologisch gezien kort na elkaar naar beneden zijn gevallen van een hoogte tussen de vijf en tien meter. MH2 brak daarbij de rechterbovenarm. MH1 toont een breuk in de bovenkaak die wijst op een val op het gezicht. MH2 viel eerder naar beneden en ligt in een duidelijk diepere laag. De mensachtigen werden waarschijnlijk eerst in anatomisch verband liggend door uitdroging gemummificeerd. Bij een overstroming spoelden delen in de poel water en werden snel bedekt door kalksteen wat ze beschermde tegen aaseters. Daarna volgde een verder proces van fossilisering. Geen enkel aangetroffen fossiel toont vraatsporen. 
Door middel van uranium-looddatering kon de onder de skeletten liggende gesteentelaag gedateerd worden op 2,026 ± 0,021 miljoen jaar. De eroverheen liggende laag, waarin zich de fossielen bevonden, de Facies D, werd met magnetostratigrafische analyse op 1,95 tot 1,78 miljoen jaar oud gedateerd. In 2016 kwam een meting op basis van δ13C en δ18O koolstof- en zuurstofisotopen uit op een ouderdom iets na 1,977 ± 0,003 miljoen jaar. De nauwkeurigheid van de datering is uitzonderlijk voor een fossiele mensachtige.
A. sediba is niet van vondsten buiten Malapa bekend.

## Beschrijving

### Grootte en onderscheidende kenmerken

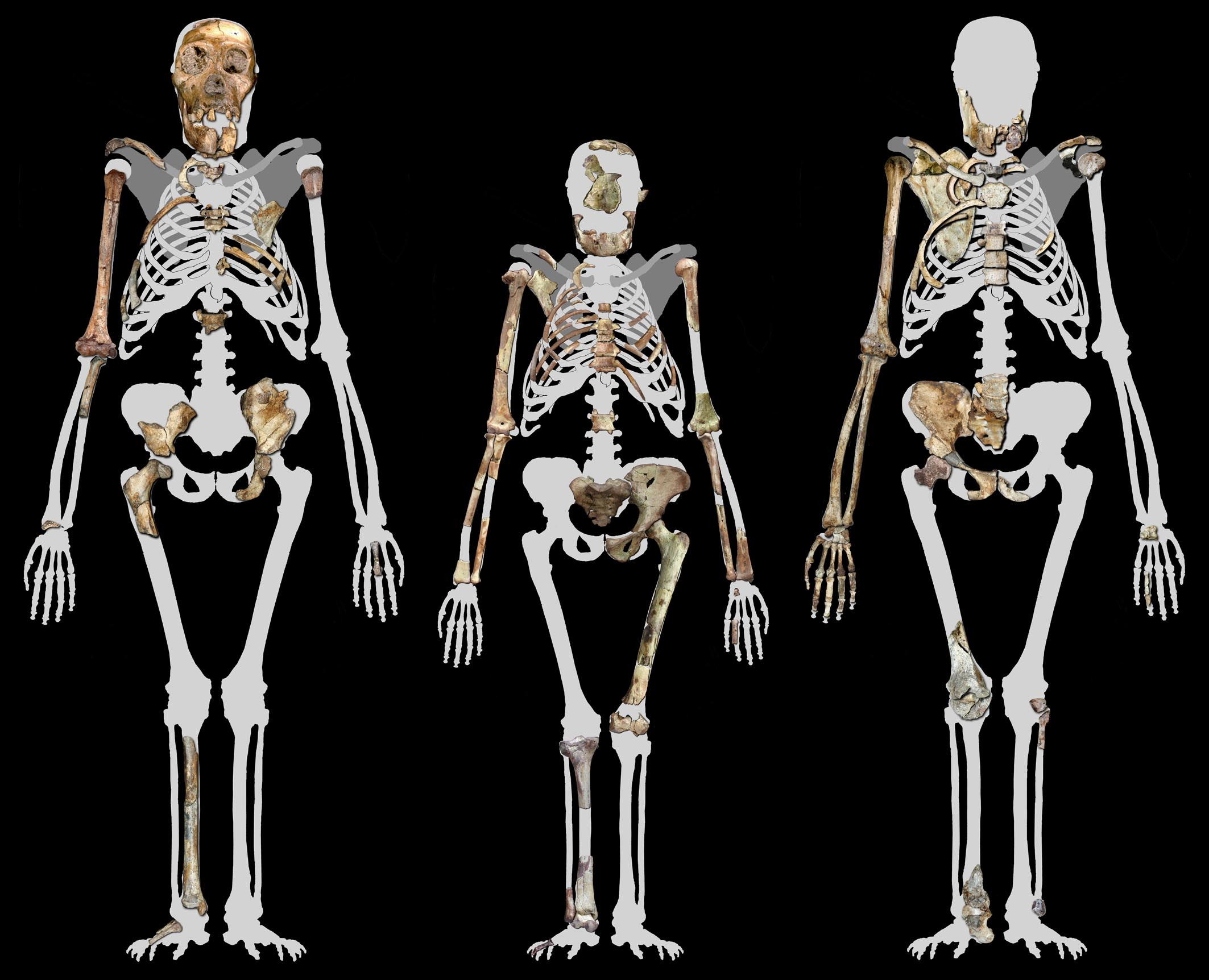
MH1 en MH2 met in hun midden Lucy

De lichaamslengte van zowel MH1 als MH2 is geschat op zo'n 130 centimeter. Het lichaamsgewicht van het paratype MH2 is geschat op dertig tot zesendertig kilogram. Dat is relatief klein en toont in ieder geval niet de vergroting van lichaamsomvang die wel met de overgang naar Homo geassocieerd wordt. In 2018 kwam een schatting uit op 35,5 kilogram. Ook MH1 zou ongeveer vijfendertig kilogram hebben gewogen. In 2015 kwam een berekening zelfs maar uit op 25,8 kilogram. MH4 was vermoedelijk een 14% langer maar gezien de grootte van het gewrichtsvlak van het scheenbeen juist lichter dan MH1. In 2017 stelde een studie echter dat MH1 vermoedelijk nog een stuk langer zou zijn geworden, ware hij niet overleden: zo'n 150 centimeter als het groeipatroon van wilde chimpansees wordt aangehouden en zo'n 156 centimeter bij het patroon van moderne mensen.
Het lukte in 2010 niet om autapomorfieën vast te stellen, unieke afgeleide eigenschappen. In plaats daarvan maakte men een lijst die een unieke combinatie van op zich niet unieke kenmerken zou vertegenwoordigen. Speciaal aandacht was er voor de verschillen met A. africanus die immers het bewijs moeten vormen dat het om een aparte soort gaat. Het schedeldak is meer overdwars verbreed, met verticale wandbeenderen en ver uiteen staande richels op de slaap, de linea temporalis superior en linea temporalis inferior. Het gezicht mist de opvallende, wijd verbrede, jukbeenderen van A. africanus. De structuur van het totale aangezicht gevormd door de wenkbrauwen, oogkassen, neus-bovenkaak-zone en jukbeenderen is afgeleid, lijkt dus meer op dat van Homo. Het samengroeiingsvlak van de onderkaken staat verticaal en vormt een zwakke kin terwijl het beenplateau achter de voortanden zwak gevormd is. De premolaren van de bovenkaak hebben zwakke groeven aan de buitenzijde. De hoektand van de onderkaak heeft een zwak ontwikkelde middelste richel aan de binnenzijde. De tanden achter de hoektanden hebben een geringe absolute grootte. In al deze kenmerken nadert A. sediba de toestand bij Homo.

### Skelet

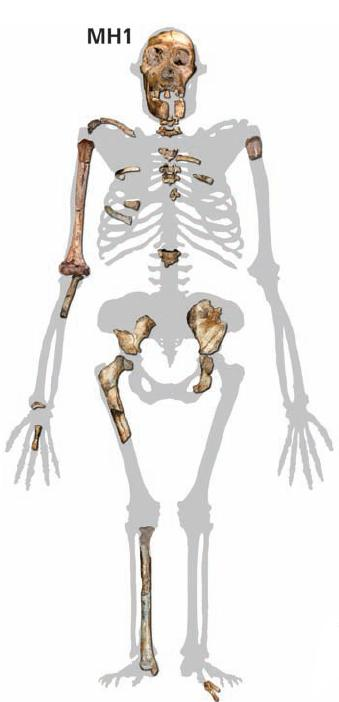
De gevonden elementen van MH1, het holotype

#### Schedel

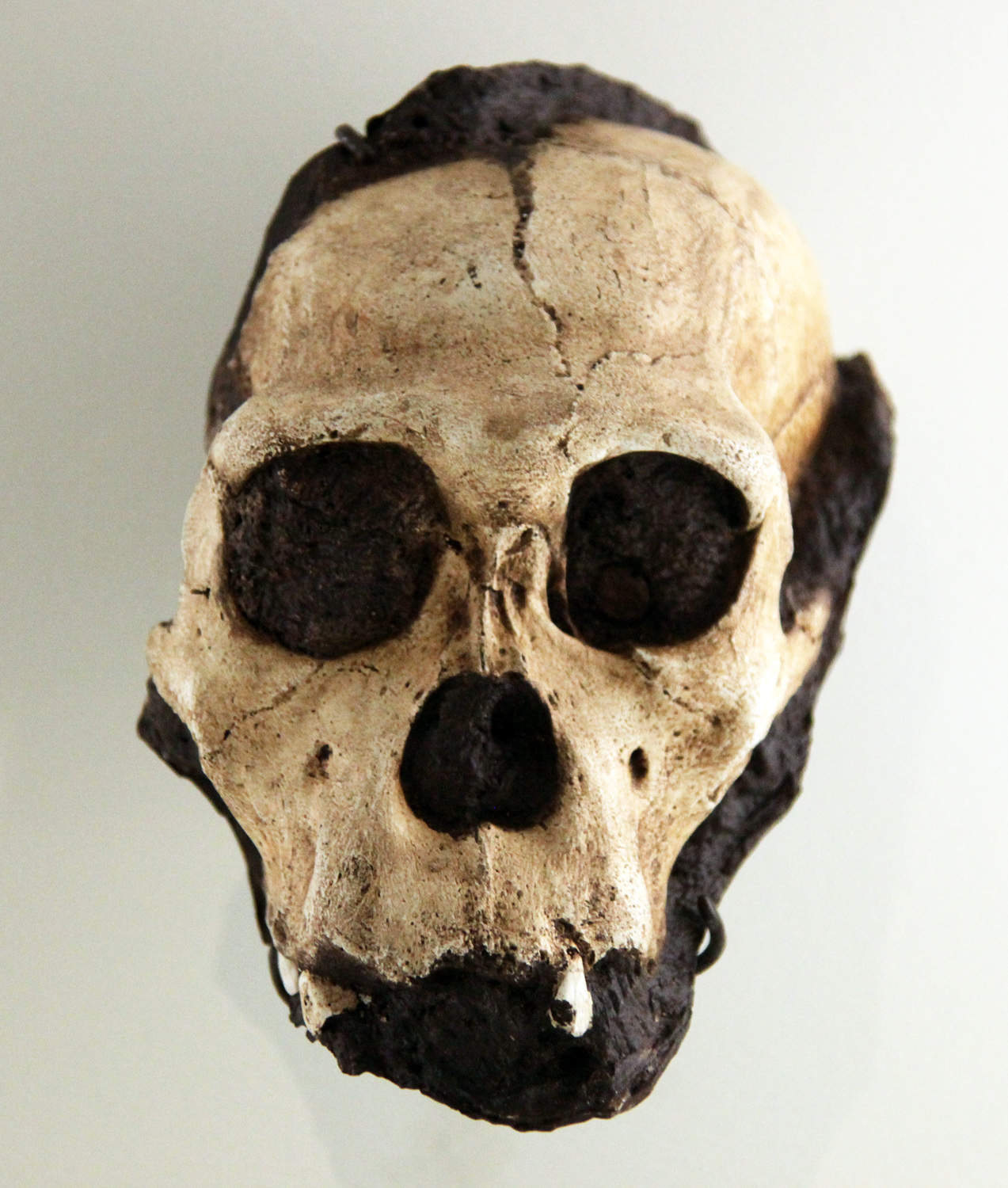
Afgietsel van de schedel van MH1

Het hersenvolume van 420 cm³ is bij MH1 iets aan de lage kant voor Australopithecus en onder het gemiddelde voor A. africanus. Door de verticalere zijwanden is het schedeldak meer doosvormig, als bij Homo. De wenkbrauwwal boven de ogen is niet sterk ontwikkeld. Overeenkomstig is de schedel direct achter de oogkassen maar zwak ingesnoerd, minder zelfs dan bij enig bekend exemplaar van Homo erectus. Dat is des te opvallender omdat mannelijke exemplaren een sterkere insnoering vertonen. Omstreden is in hoeverre dit verklaard kan worden door de jonge individuele leeftijd van MH1. In het midden van de voorkant wordt de wal iets ingedeukt, een variabel kenmerk dat wellicht samenhangt met de sekse. Midden bovenaan is er aan de achterzijde een lichte trog in de wal zodat een torus ontstaat, anders dan bij A. africanus waar de wal doorloopt maar gelijkend op de vroege Homo. De oogkassen hebben een vierkant profiel als bij A. africanus. De buitenrand van de oogkas vormt een geleidelijke boog, naar voren en buiten gericht. Dat komt overeen met de toestand bij Homo maar verschilt van de voorwaartse oriëntatie van de meer gevouwen rand bij A. africanus. De oogkas is relatief klein en iets hoger dan breed wat uitzonderlijk is bij de Hominini. De afstand tussen de oogkassen ligt wat hoger dan bij andere australopithecussoorten en benadert die bij de vroege Homo. De fissura orbitalis superior is een kommavormige opening, afwijkend van de ronde vorm bij A. africanus die de bouw van basale mensapen bewaart.
De opening in de slaap, het foramen temporale, is opmerkelijk klein, vallend binnen de waarden van H. erectus. Het heeft daarbij een afwijkende vorm doordat het veel langer is dan breed. Het voorhoofdsbeen is gewelfd maar is kort, een basaal kenmerk. Zeer basaal is dat het een beennaad deelt met het slaapbeen zoals bij moderne basale mensapen. De richels op de zijde van de schedel, de lineae temporales, laten een patroon zien dat typisch is voor de vroege Homo: vooraan, achter de wenkbrauwwal, een duidelijke driehoek vormend en achteraan niet samenlopend in een kam. Ook hier is het omstreden in hoeverre dit slechts de rijping weerspiegelt. Het bovenste kaakgewricht, de fossa mandibularis, is meer naar binnen geplaatst, net als bij Homo.
In 2010 werd gesteld dat het aangezicht van A. sediba een algemene bouw had die meer in de richting van het gezicht bij Homo ging. In 2018 werd gepoogd dit meer exact aan te geven. Bij MH1 is het gezicht uitzonderlijk smal, smaller dan alle bekende Hominini met uitzondering van specimen DH3 van Homo naledi. Anders dan bij andere australopithecussoorten maakt de bovenzijde van het gezicht geen groot deel van de hoogte uit. Net als bij die soorten is het bovendeel echter over de oogkassen gemeten erg smal. Hetzelfde geldt over de jukbeenderen gemeten, hoewel dit juist niet typisch is voor Australopithecus en evenmin voor de vroege Homo. Over de bovenkaken gemeten is het gezicht nog smaller en dit wordt dan weer wel gedeeld met sommige exemplaren van de vroege Homo. Direct opvallend bij de andere australopithecussoorten is hoe breed de jukbeenderen zijn vergeleken met de bovenkaken. Op dit punt lijkt A. sediba met zijn smallere jukbeenderen veel meer op Homo. MH1 mist dus het typische ruitvormige profiel van A. africanus.

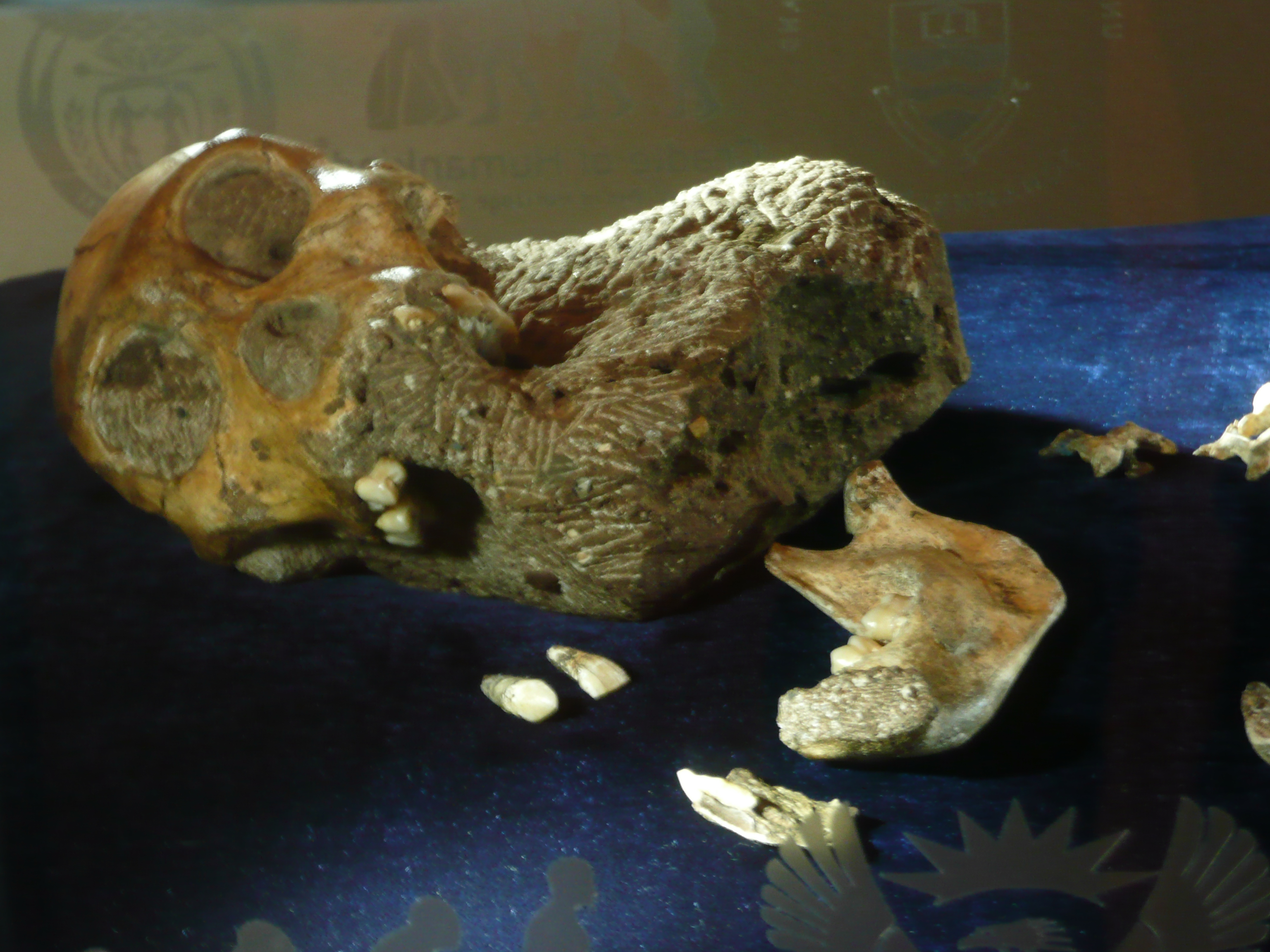
De authentieke schedel van MH1

De prognathie, het naar voren uitsteken van de bovenkaak, is gering. Het gezicht helt dus matig, in een mate die overeenkomt met andere australopithecussoorten en de vroege Homo. De exacte waarde staat het dichtst bij A. africanus. Pas H. erectus heeft een veel steiler gezicht. De zone onder de oogkassen maakt een rechte hoek met het vlak van de tandrijen, in plaats van naar achteren te hellen, net als bij Homo. Bij A. sediba is de neusbrug relatief ver uitstekend. De neusbeenderen zijn kort ten opzichte van hun onderste breedte. Beide kenmerken worden gedeeld met Homo. Dat de neus wat verder uitsteekt komt echter ten dele door het feit dat het voorste snuitbeen, de praemaxilla, niet met het bovenkaaksbeen versmolten is. Er blijft een beennaad over naast een dunne beenstrook. Dit is typisch voor Australopithecus. Het niet meer waarneembaar zijn van de praemaxilla is typisch voor de mens, zozeer zelfs dat er in de negentiende eeuw een fundamenteel onderscheid tussen mens en dier in werd gezien en een argument tegen evolutie. De neusopening is matig breed en maakt minder dan de helft van de hoogte van het neusbeen uit, een basaal kenmerk. MH1 mist de anterior pillars, krachtige beenkolommen die bij de meeste exemplaren van A. africanus aan weerszijden van de neusopening richting de hoektanden lopen, evenwijdig aan de wortels daarvan. De onderste ingang van de neusholte lijkt op die van A. africanus.
Het ploegschaarbeen raakt de praemaxilla niet, een basaal kenmerk. De voorkant ervan steekt vrij laag in het neusbeen. De zone boven de voortanden is verticaal en horizontaal gewelfd in plaats van plat als bij Homo rudolfensis en H. naledi. De zone staat meer verticaal uit, een afgeleid kenmerk. De beennaad tussen de bovenkaaksbeenderen is verheven als bij Homo, niet plat of een groeve als bij A. africanus. De vorm van de kammen aan de zijde van het slaapbeen voor de aanhechting van spiergroepen, zoals de processus mastoideus of de processus zygomaticus voor de masseter, lijken sterk op die van A. africanus. Dat geldt vooral voor de lange, rechte en steile crista zygomaticoalveolaris, die als een autapomorfie van A. africanus werd gezien en in 2017 als een synapomorfie van A. sediba en A. africanus samen. Hoewel een aanwijzing voor een nauwe verwantschap, impliceert dit overigens niet dat de taxa identiek zijn. Het gedeelte van de onderrand van de bovenkaak waar de tanden in staan is relatief lang en dun als bij de andere australopithecussoorten. Uniek is de relatief grote lengte van de rij van premolaren. De jukbeenboog lijkt in structuur sterk op die van A. africanus maar waaiert naar beneden toe minder zijdelings uit.
Van het verhemelte is veel onbekend doordat het nog niet vrijgelegd is. Het is opvallend smal, de waarde van Australopithecus afarensis benaderend. Het is achteraan niet verbreed zodat een basale U-vorm behouden blijft. Het is verticaal matig diep, naar voren iets vlakker wordend, als bij A. africanus en Homo. Het steekt niet ver naar voren uit ten opzichte van de hersenpan, net als bij Homo.

##### Onderkaken
De mandibula, de "onderkaak" die in feite bestaat uit de twee vergroeide gepaarde onderkaken, is bij Australopithecus en de vroege Homo tamelijk variabel. Bij A. sediba lopen bovenrand en onderrand in zijaanzicht evenwijdig, iets wat typischer is voor Homo. Het hoofdlichaam is bij zowel MH1 als MH2 tamelijk klein en lichtgebouwd. Bij A. africanus is dit typisch robuuster. De opening van het foramen mentale is zijwaarts gericht en bevindt zich op middelste hoogte, afwijkend van de lagere positie en achterwaartse oriëntatie bij Homo. De symfyse, het vlak van vergroeiing, tussen de onderkaken is tamelijk klein, een afgeleid kenmerk. Een echt beenplateau achter de onderste voortanden ontbreekt en de kaak duikt hier scherp de diepte in, een zeer afgeleid kenmerk dat pas bij H. erectus standaard is. De voorste beenwal van de kaak die de tanden draagt neemt naar voren toe niet in hoogte toe en de fossa subaveolaris is goed ontwikkeld, beide typisch voor Homo. Er is geen duidelijke kin. A. sediba mist de sterke verdikking overdwars van de onderrand die typisch is voor A. africanus.

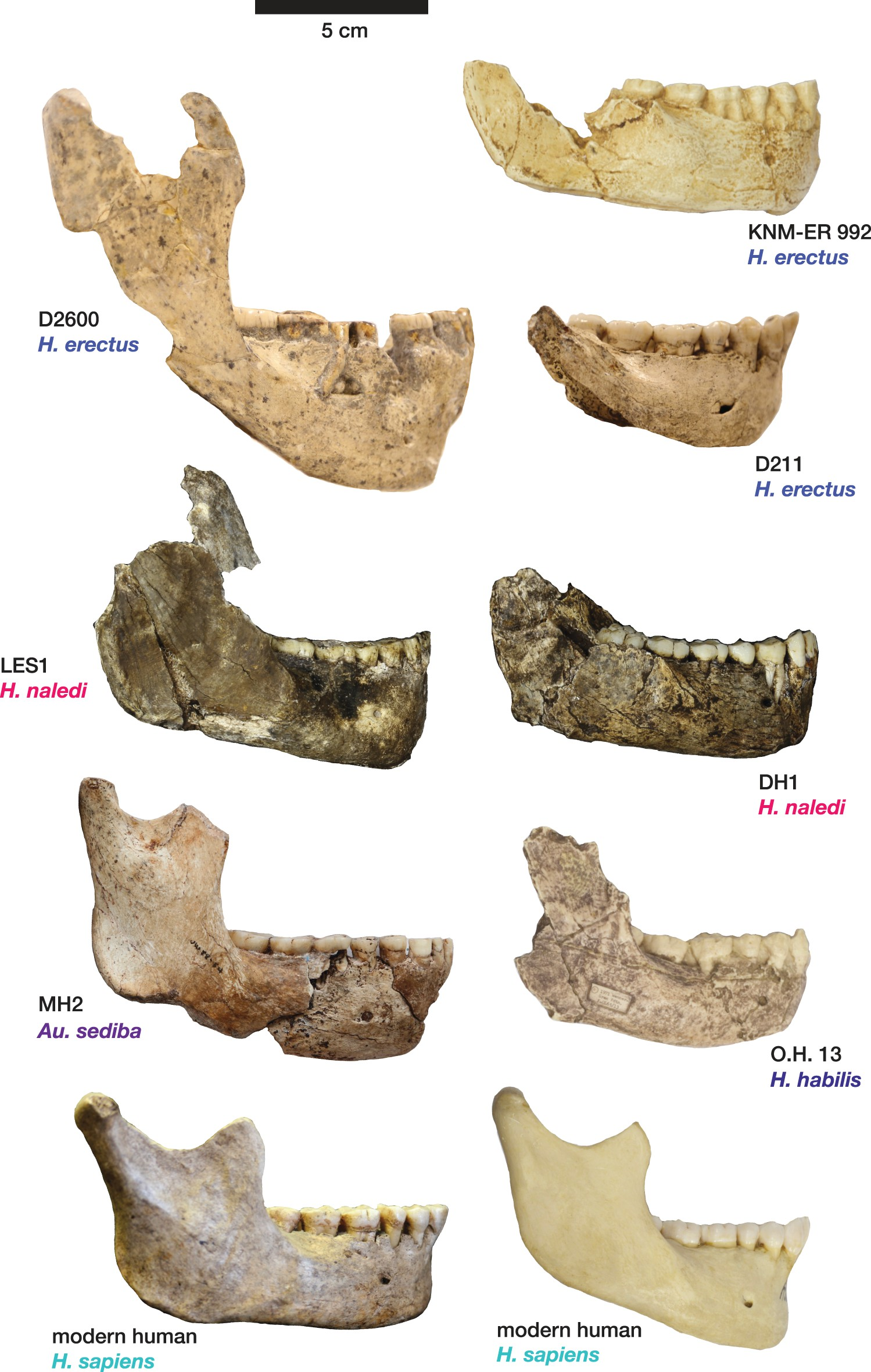
De onderkaak vergeleken met die van andere mensachtigen

De rij van hoektanden en voortanden vormt een geleidelijke boog als bij andere australopithecussoorten en vormt geen rechte lijn als bij Homo. De rijen van achterste tanden lopen naar achteren iets uiteen in een licht bolle boog. De voorste tanden steken niet duidelijk omhoog ten opzichte van de achterste tandrijen, wat lijkt op de situatie bij Homo, hoewel ze bij de meeste exemplaren van A. africanus tot eenzelfde hoogte zijn afgesleten. De achterste opgaande tak van de onderkaak buigt pas omhoog ter hoogte van de tweede kies (MH1) of de voorrand van de derde kies (MH2). Een dergelijke achterwaartse positie is meer typisch voor Homo.

##### Tanden

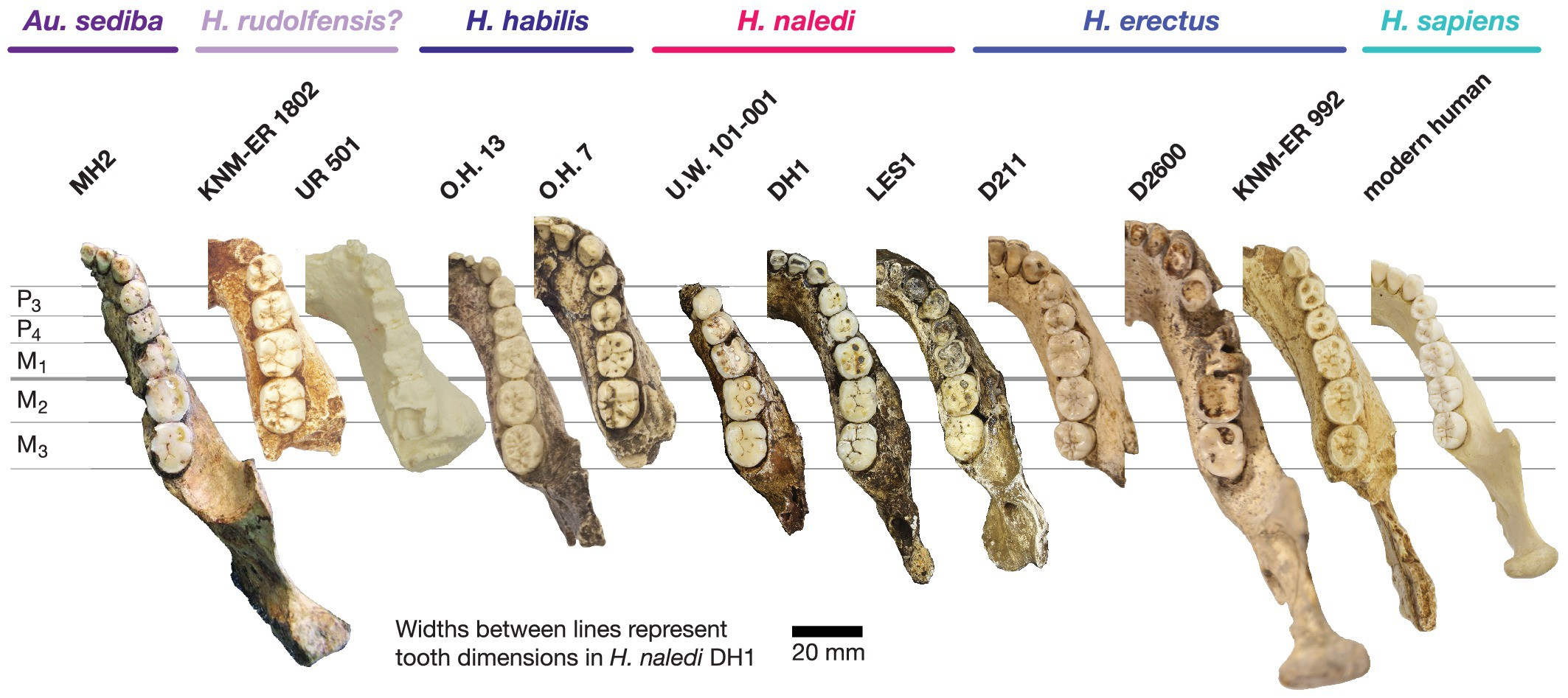
De tanden vergeleken met andere mensachtigen

De tanden zijn relatief klein. De algemene bouw van de tanden, waaronder het patroon van de tandknobbels, lijkt sterk op die van A. africanus.
De eerste voortand heeft een zwakke middelste richel op een licht holle binnenzijde, net als bij andere australopithecussoorten. De verdikking aan de binnenste hals is echter breed en niet gezwollen, als bij de vroege Homo. Bij de tweede voortand zijn de richel aan de binnenste voorrand (mesiaal) en de richel aan de achterrand (distaal) matig ontwikkeld en versmelten onderaan met de verdikking van de tandhals, ook weer net als bij andere australopithecussoorten. Een andere overeenkomst daarmee is dat de bovenste hoektand een smalle en niet gezwollen verdikking toont van achterste tandhals. Daarentegen heeft die tand een zwakke brede middelste richel op de binnenzijde als bij Homo. Bij de premolaren en kiezen staan de tandknobbels matig dicht opeen, een stukje van de achterrand en buitenrand van de tandkroon af, een basaal kenmerk; bij Homo staan ze meer apart. Bij de premolaren van de bovenkaak zijn de groeven aan de buitenzijde zwak ontwikkeld evenals aan beide zijden de verdikking van de tandhals, net als bij Homo. Dat laatste geldt ook voor de bovenste kiezen.
Bij de hoektand van de onderkaak zijn er duidelijk verschillen tussen het holotype en paratype. Bij MH2 heeft de onderste hoektand een sterk asymmetrisch profiel waarbij het spits distaal, dus richting de premolaren, geplaatst is ten opzichte van de lengteas van de tandkroon. De hoektanden staan hier dus naar bezijden uit in vooraanzicht. Verder is er door slijtage weinig detail te zien. Bij MH1 echter ontbreekt deze asymmetrie. Daar heeft de hoektand een vorm die aan Homo doet denken, met zwakke groeven aan de buitenzijde, gelijk sterk ontwikkelde groeven aan beide randen en een zwakke middelste richel op de binnenzijde. Op de premolaren staan de knobbels weer dicht opeen en hun randen zijn dik en goed ontwikkeld als bij andere australopithecussoorten. Een verschil met A. africanus is dat van de groeven op de buitenzijde de achterste het sterkst ontwikkeld is in plaats van de voorste. Maar aan beide zijden is de verdikking van de tandhals weer zwak, net als bij Homo. Opnieuw geldt dit ook voor de kiezen.

#### Postcrania

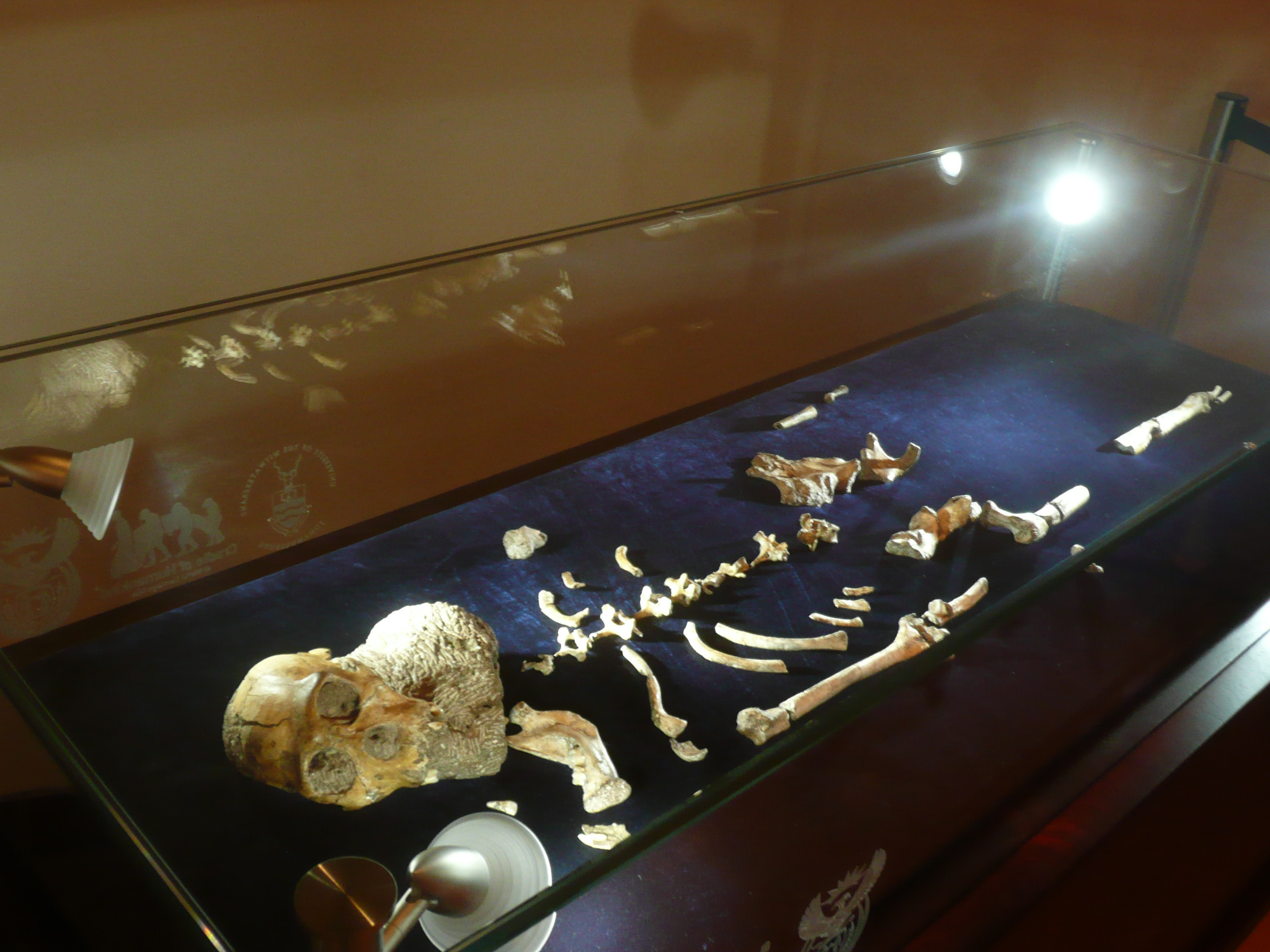
MH1 bewaart relatief veel postcrania

De postcrania, de delen van het skelet "achter" de schedel — bij staande mensapen in feite onder de schedel — zijn vrij goed bekend. Door combinatie van de verschillende specimina en spiegeling kunnen bijna de hele romp en ledematen gereconstrueerd worden.

##### Wervels en ribben
De wervels van A. sediba zijn weinig onderscheidend. Bij lage borstwervels staan de zijuitsteeksels vrij scherp omhoog als bij andere australopithecussoorten maar afwijkend van de lage hoeken bij Homo.
Het heiligbeen telt het normale aantal van vijf sacrale wervels. Een overeenkomst met homo is dat, anders dan bij andere australopithecussoorten, de verbinding tussen bekken en heiligbeen tot over de derde sacrale wervel loopt.
De borstkas is bovenaan smal, een basaal kenmerk dat typisch is voor Australopithecus. A. sediba heeft zelfs de relatief smalste bovenste borstkas van enige bekende aapmens, met een vorm die doet denken aan die van een chimpansee. De onderste borstkas is daarentegen uitgesproken menselijk van bouw. De onderste rug toont een extreem holle kromming. Bij de bovenste borstkas is alleen de algemene vorm basaal. De gedetailleerde bouw van de ribschacht, de nek van de rib en de ribkop lijkt weer meer op die van Homo.

##### Schoudergordel
Bij basale mensapen is het sleutelbeen kort en staat het vrij schuin in vergelijking met de langere en meer horizontale clavicula bij Homo. MH1 en MH2 tonen vrij korte sleutelbeenderen. Het sleutelbeen is licht golvend; bij Homo is de golving sterker. Een rechte clavicula kan de krachten bij voortbeweging beter hebben opgevangen. Bij Homo is de golving enkelvoudig, bij A. sediba dubbel, een basaal kenmerk. De bouw als geheel kan een teken zijn dat het met het sleutelbeen verbonden schouderblad hoog op de borstkas stond. Dat lijkt bevestigd te worden door het meer voorwaarts gerichte schoudergewricht. Het zijn aanpassingen om de arm omhoog te steken bij het klimmen of aan takken hangen.
Er zijn niet veel schouderbladen van Australopithecus bekend, wat een vergelijking bemoeilijkt. Het schouderblad van A. sediba deelt de basale vorm van andere australopithecussoorten, zowel wat betreft de oriëntatie van het schoudergewricht als de lage hoek, 80°, van de kam op de achterzijde van het blad ten opzichte van dat gewricht. Het mist de specialisaties van gorilla's en chimpansees zodat de bouw ongeveer het midden houdt tussen die van orang oetans en Homo. Er is een basaal breed aanhechtingsvlak voor de Musculus subscapularis. De groeve onder de kam is basaal lang en de groeve erboven basaal breed.

##### Arm

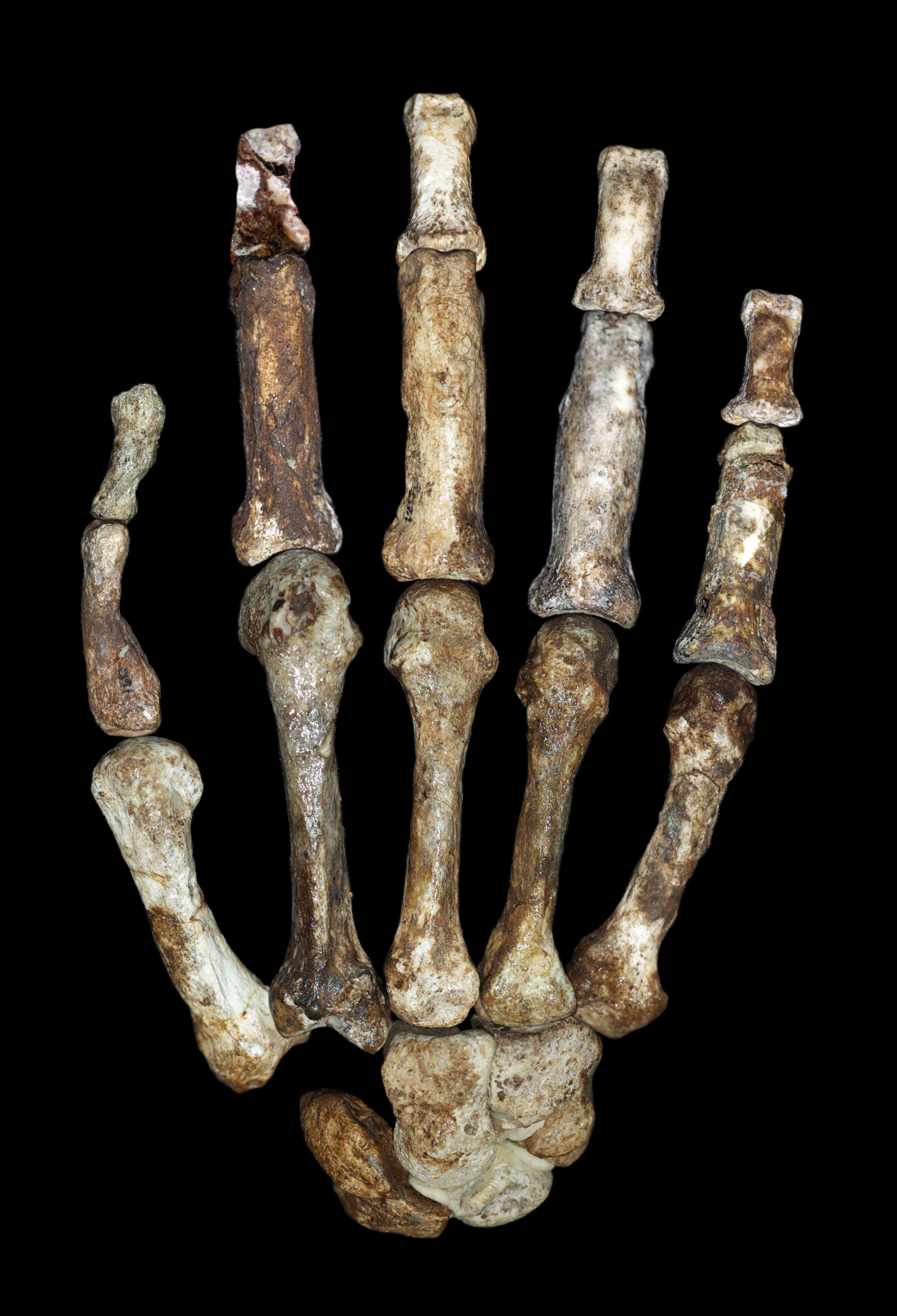
De rechterhand van MH2, van boven bezien

Australopithecus sediba had net als andere soorten Australopithecus relatief lange armen in verhouding tot de benen. Ook wat het opperarmbeen betreft, bij MH2 269 millimeter lang, is een vergelijking lastig door het ontbreken van veel fossiel materiaal bij de Hominini. Meestal wordt aangenomen dat de kop van het opperarmbeen bij de australopithecussoorten sterk verschilt van die van basale mensapen. Bij de laatste is de humeruskop bolvormig en ingekeept door een diepe fossa bicipitalis terwijl de bulten van de tubercula minores weinig uitsteken. Bij de australopitheken echter is de kop elliptisch van profiel met een ondiepe groeve en sterk uitstekende tubercula. A. sediba toont een overeenkomstig patroon  met dit verschil dat de groeve wel smal en diep is. De epicondylus medialis, de beenstijl die naar de binnenste onderste gewrichtsknobbel loopt, is bij A. sediba opvallend sterk uitstekend, meer dan bij andere australopithecussoorten of Homo. De buitenste epicondyle heeft de gebruikelijke basale vorm: sterk uitstekend met een lange crista brachioradialis.
De bovenzijde van de ellepijp is bij Australopithecus al vrij modern. Bij A. sediba maakt de processus olecrani zelfs een grote hoek van 120°. De arm kon de grootste kracht uitoefenen met de Musculus triceps brachii als de onderarm haaks gehouden werd. Dat kan een aanpassing zijn om lasten te dragen of anderszins objecten te manipuleren. Hierop wijst ook de naar voren gerichte inkeping in het bovenste gewrichtsvlak. De bouw van ellepijp en spaakbeen wijst echter niet op een sterke hefboomwerking. Wellicht werd dit gecompenseerd door een krachtiger musculatuur aangezien de aanhechtingsvlakken van de buigende spieren vergroot zijn. Het bovenste gewrichtsvlak van de ellepijp is relatief klein wat wel gezien is als een aanpassing aan het aan takken hangen.
De handen waren krachtig en kort. Pas in de eenentwintigste eeuw is goed handmateriaal van fossiele Hominini ontdekt en dat van A. sediba behoort tot het beste wat beschikbaar is. In de pols heeft het os triquetrum een voor Hominini unieke vorm door een bultvormige uitstulping aan de binnenste palmzijde. Het os hamatum heeft een minimaal naar voren uitstekende hamulus net als bij Homo sapiens.

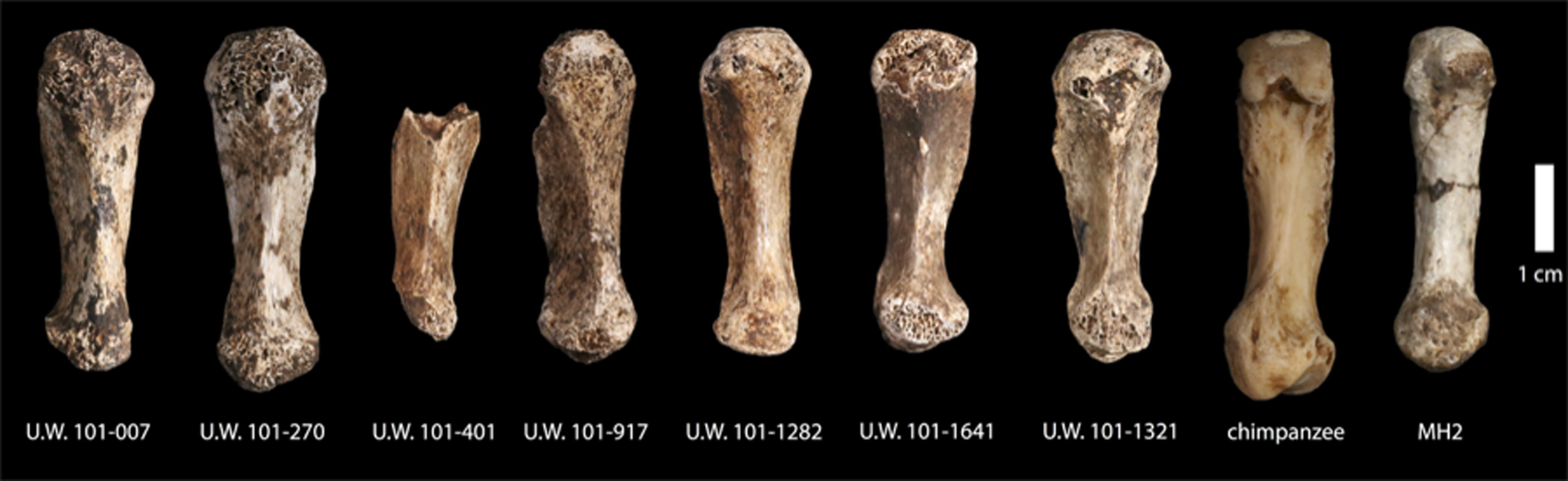
Het eerste middenhandsbeen van MH2, geheel rechts, is veel slanker dan dat van andere Hominini

De duim van MH2 is langer ten opzichte van de andere vingers dan bij enig andere bekend lid van de Hominini. Eveneens is het eerste middenhandsbeen extreem langwerpig, wat slechts benaderd wordt door H. naledi. De Musculus opponens pollicis is daarop alleen aan de basis aangehecht en niet langs de schacht, een unieke situatie. Ook de schachten van het tweede, derde en vierde middenhandsbeen zijn bij MH2 lichtgebouwd. Het derde middenhandsbeen van MH1 is echter veel robuuster, wat verklaard is als seksuele dimorfie. Het vijfde middenhandsbeen is in vergelijking robuust en meer gekromd en in een positie van adductie, naar het lichaam toe, geplaatst dan in de anatomie van de neanderthaler of moderne mensen. Dit zou een precisiegreep hebben vereenvoudigd waarbij het vingerkussen van de duim meer in oppositie op de kussens van de uiteinden van de andere vingers zou kunnen worden geplaatst. De lichte bouw van de eerste digitus (eerste middenhandsbeen plus duim), het ontbreken van een processus styloideus bij het derde middenhandsbeen, de geringe rotatie van het tweede middenhandsbeen en de zwakke bouw van de buitenste pols wijzen erop dat de kracht door de duim uitgeoefend beperkt moet zijn geweest. De gewrichten van de handwortelbeentjes zijn nog niet geoptimaliseerd voor een uitoefening van een kracht in de lengterichting van de duim. De carpal tunnel is matig ontwikkeld.
De bouw van de pols wijst op een sterke zijdelingse beweeglijkheid naar buiten en een goede stabiliteit bij strekking van de hand. De uiterste en middelste vingerkootjes zijn matig gekromd. Hun gewrichten wijzen op een goed vermogen de hand te krommen, vooral bij de vierde en vijfde vinger, wat een indicatie kan zijn van een zekere mate van arboraliteit, het leven in de bomen. De kromming is echter minder dan bij A. afarensis. Daarbij zijn de uiterste kootjes vrij klein, niet langer dan bij H. sapiens. Hun schachten zijn ook niet speciaal verdikt om de krachten bij het klimmen te weerstaan. Dat kan een teken zijn dat A. sediba helemaal niet zoveel tijd in de bomen doorbracht — of dat de hand een alternatieve oplossing laat zien voor de selectiedruk uitgeoefend door een klimmende levenswijze.

##### Bekken

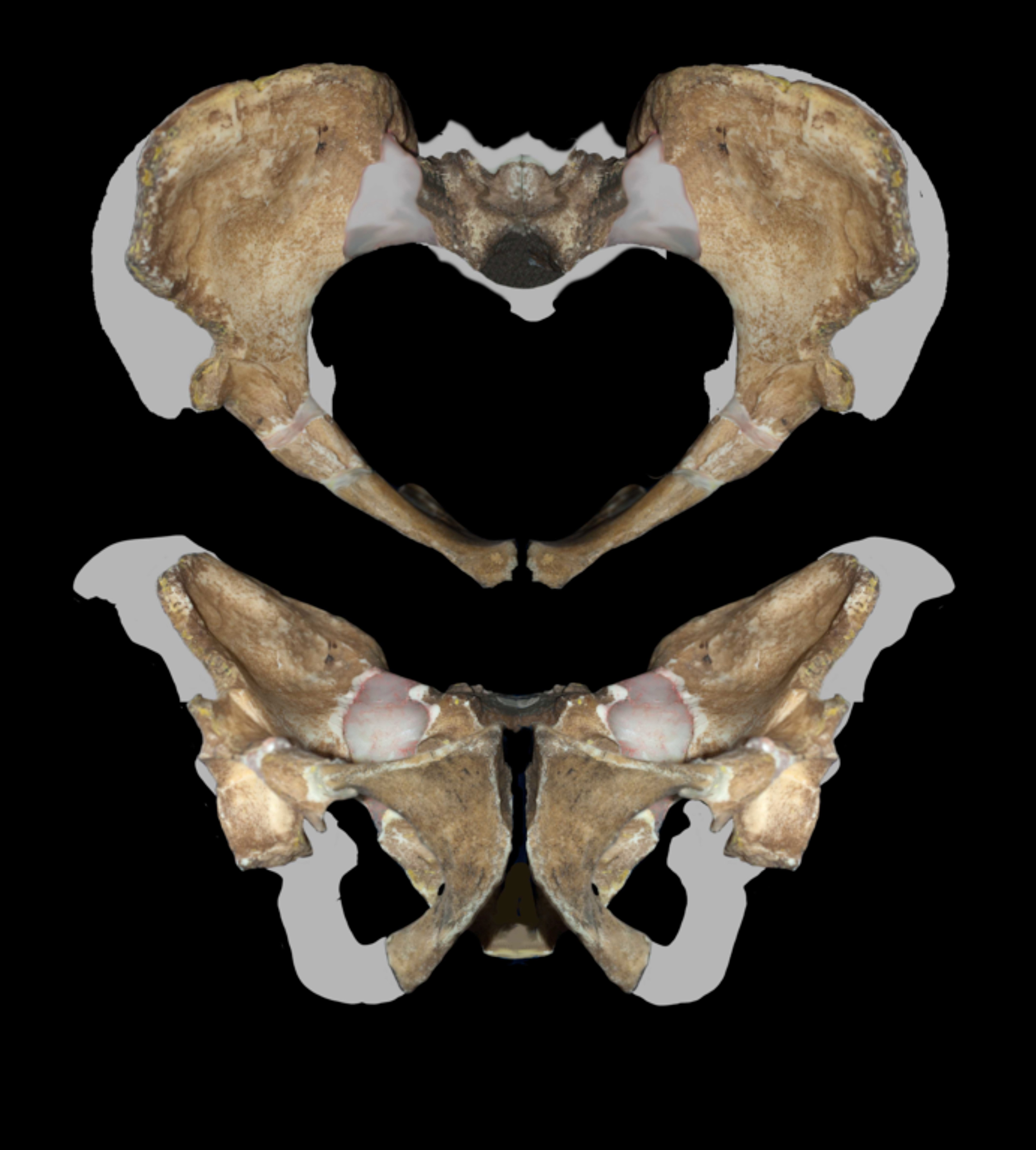
Het bekken van MH2 in bovenaanzicht en vooraanzicht, onder

De vondst van de bekkens ofwel ossa coxae van A. sediba betekende een belangrijke uitbreiding van kennis van deze structuren bij fossiele Hominini. Bij de australopitheken was het bekken ten opzichte van de basale mensapen fundamenteel veranderd. Het was veel korter geworden om een verticale romp te ondersteunen. Tevens was het breder om bij een tweevoetige gang de uitzwaai van het been te vergroten. Bij Homo zou het bekken geleidelijk toch wat smaller worden. Het bekken van A. sediba lijkt in zijn algemeenheid sterk op dat van A. africanus met lange schaambeenderen, brede vleugels, een grote afstand tussen de heupgewrichten en een duidelijke hoek tussen de facetten voor de dijbeenspieren en het facet voor de Musculus adductor magnus. Toch is het in veel details relatief modern, de toestand bij Homo benaderend. Zulke afgeleide kenmerken zijn hogere en robuustere darmbeenderen, kortere zitbeenderen en een breder geboortekanaal.
Bij A. sediba is de kam van het darmbeen matig golvend met aan de buitenzijde een relatief diepe uitholling voor de bilspier van de Musculus gluteus medius en intern een matig diepe uitholling voor de Musculus iliacus. Het voorste deel van de kam buigt naar binnen, als bij Homo. Echter, de vermindering van de zijwaartse spreiding lijkt een autapomorfie van H. sapiens — of wellicht een synapomorfie van H. sapiens en Homo neanderthalensis samen — en het kenmerk moet volgens een studie uit 2018 dan bij A. sediba een geval van parallelle evolutie zijn, niet wijzend op een bijzondere verwantschap tussen A. sediba en Homo.
MH1 heeft een pilaarvormige versterking van het heupgewricht, naar voren en boven lopend van de bovenrand uit, net als bij Homo. MH2 mist deze structuur echter. Bij australopitheken is typisch de zone tussen heupgewricht en heiligbeen niet bijzonder versterkt. Bij MH1 en MH2 zijn de versterkingen juist opvallend aanwezig. Op het bekken is de zone die contact maakt met het heiligbeen niet extra vergroot, net als bij andere australopithecussoorten. Dit is overigens bij Homo sapiens niet anders maar de vroege Homo toont hier flinke verstevigingen en het ontbreken vormt dus een relatieve weerlegging van de hypothese van een speciale verwantschap.
Wel zo'n verwantschap wordt gesuggereerd door de zitbeenderen. Die zijn kort, wat tot een verminderde hefboomwerking leidt voor de hamstrings, de spieren aan de achterkant van het bovenbeen die op het zitbeen hun oorsprong hebben, net als bij althans de vroege Homo. Of dit ook voor Homo sapiens geldt, is onduidelijk: verschillende gegevensbestanden spreken elkaar op dit punt tegen. Ook als de lengte van het zitbeen gemeten wordt over de relatief smalle trog van de sulcus tuberoacetabularis valt A. sediba bij Homo uit in plaats van de andere australopithecussoorten. Dit alles lijkt niet samen te hangen met een toegenomen diameter van het heupgewricht dat bij MH1 zelfs opvallend klein is. Het zou tegengeworpen kunnen worden dat het korte zitbeen bij MH1 het gevolg is van diens jonge leeftijd maar in 2018 werd dit onwaarschijnlijk geacht omdat het juveniele specimen MLD 8 van A. africanus, bij Makapansgat aangetroffen, nog jonger was maar toch lange zitbeenderen bezit.
Dat MH2 een vrouw is, kan voornamelijk worden afgeleid uit het geboortekanaal. Veranderingen in het bekken van vroege Homo zijn vaak verklaard als aanpassingen om ondanks een toegenomen schedelomvang het baren mogelijk te blijven maken. Als de kenmerken van A. sediba directe homologe voorlopers zijn van die bij de vroege Homo, klopt die verklaring niet want de schedelpan daarvan is niet speciaal vergroot. Ook als er sprake is van parallelle evolutie, vormt A. sediba een aanwijzing dat andere factoren een rol kunnen hebben gespeeld.

##### Onderste ledematen
De onderste ledematen zijn bij MH1 en MH2 duidelijk minder compleet dan de bovenste maar leveren toch relevante informatie op. Het dijbeen is bij MH1 287 millimeter lang. Bij A. sediba is de nek van de dijbeenkop lang en van voor naar achter afgeplat als bij andere australopithecussoorten. De combinatie van een basale nek met een meer modern verticaal gericht bekken is uniek. De combinatie moet de abductie, zijdelingse heffing, van het been verbeterd hebben door een krachtiger samentrekking van de spieren en de reactiekracht van het heupgewricht versterkt. De onderste gewrichtsknobbels van het dijbeen zijn in bouw typisch voor Australopithecus maar de knieschijf lijkt op die van Homo door het naar voren uitsteken van een zijdelingse beenlip. Deze heeft als functie bij het naar binnendraaien van het dijbeen de knieschijf in de groeve van de fossa patellaris te houden, een zijwaartse ontwrichting naar buiten voorkomend, wat bij moderne mensen bij het lopen de voeten strak naar voren gericht houdt. Verder is de bouw van deze patella echter basaal doordat het voorvlak als geheel niet naar voren uitsteekt. Deze unieke combinatie van kenmerken zou kunnen duiden op een al even unieke wijze van voortbewegen. De beenlip zou ook kunnen compenseren voor een zwakke of zelfs afwezige Musculus vastus medialis obliquus. Als A. sediba niet de zustersoort is van Homo, is de beenlip volgens een studie uit 2018 te zien als een autapomorfie.

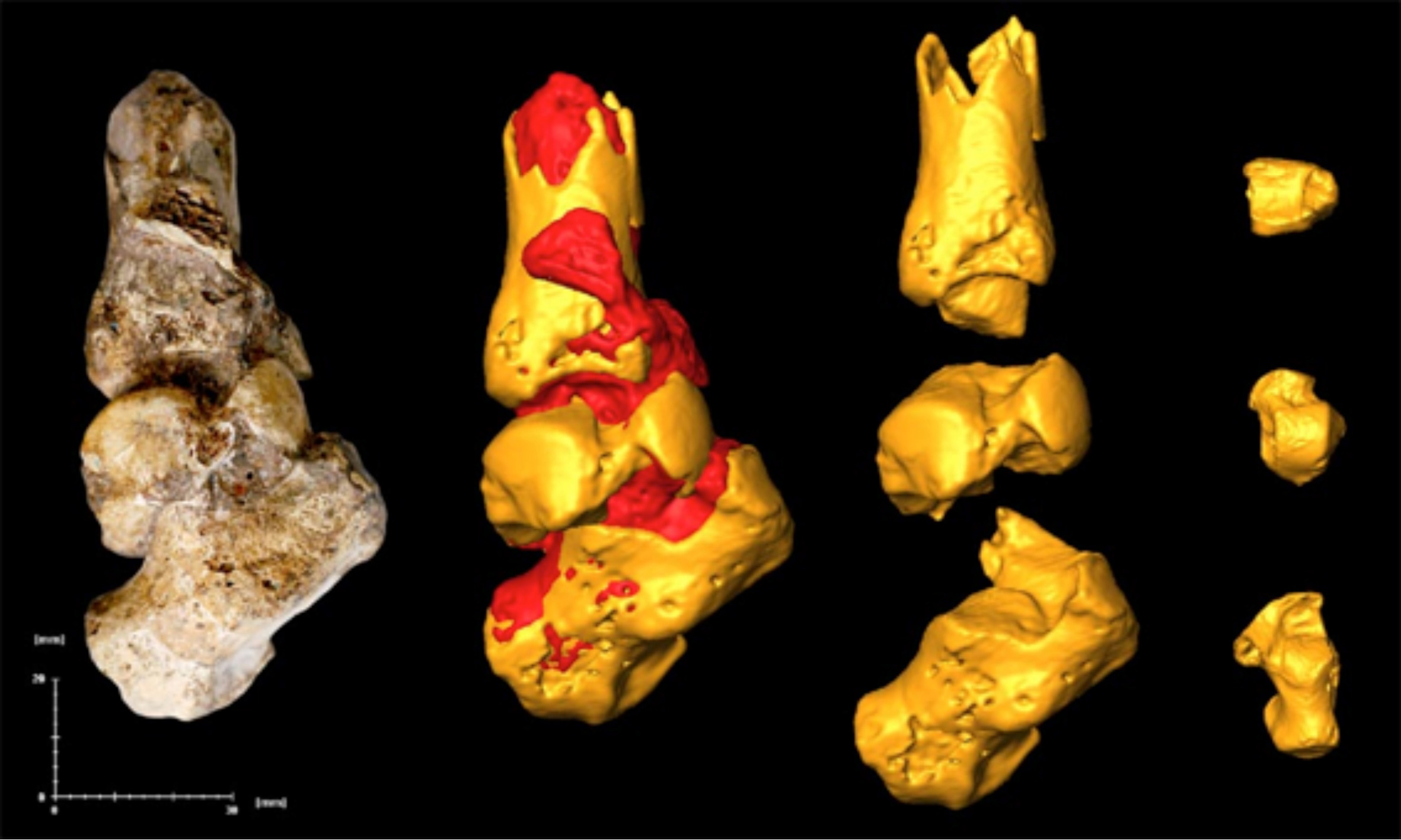
Het enkelgewricht

Bij het scheenbeen staan de evenwijdige richels op het bovenste gewrichtsvlak dicht op elkaar wat kan wijzen op een verbeterd vermogen de knie te roteren of simpelweg een wat hoger lichaamsgewicht weerspiegelt. De buitenste condyle van het gewrichtsvlak is bol als bij andere australopitheken. Het facet daarop richting kuitbeen is goed ontwikkeld en staat wat schuin, zoals bij Homo. De binnenste malleolus, de beenstijl boven de enkel, is dikker dan bij enig ander bekend lid van de Hominini, de waarden bij basale mensapen benaderend. Dat kan betekenen dat de voet veel gebruikt werd om te klimmen.
Het materiaal omvat enkelgewrichten, die zeer zeldzaam zijn bij fossiele Hominini. Het sprongbeen is relatief klein. In bovenaanzicht loopt het maar matig taps naar voren toe. Het raakvlak met het scheenbeen is tamelijk plat met maar een lichte kiel. Het maakt verticaal een hoek van 7° met het enkelgewricht. De nek van het sprongbeen is kort en de kop tamelijk groot. De nek wringt slechts 20° om de lengteas, veel minder dan bij alle andere bekende Hominini en vergelijkbaar met de draaiing bij moderne Afrikaanse mensapensoorten. Dit wijst op een grote mobiliteit van de enkel ten opzichte van de middenvoet. Het facet met het kuitbeen is geleidelijk glooiend, niet een abrupte verticale cesuur als bij Homo. De kop helt echter sterk naar voren als bij Homo, een teken dat een duidelijke welving in de voet aanwezig was.
Bij het hielbeen heeft de zwelling overdwars op de achterste onderzijde een zeer basale vorm met een hoog geplaatste buitenste zijbult als bij een chimpansee; zelfs bij A. afarensis is de bouw meer afgeleid. Er zijn verschillende verklaringen mogelijk voor deze toestand. De hoge bult zou zich bij A. sediba opnieuw hebben kunnen ontwikkeld in het kader van een unieke manier van tweevoetig stappen. Een alternatieve verklaring is dat Homo direct van A. afarensis afstamt en de andere australopitheken een tak vormen die de oude bouw behield. Het zou ook nog kunnen dat de lage bult zich bij A. afarensis apart heeft ontwikkeld en daarna bij Homo opnieuw. Een vierde mogelijkheid is dat er lange tijd veel individuele variatie was van het hielbeen zodat het geringe aantal fossielen een misleidend beeld geeft van het patroon van evolutie en morfen met een hoge bult pas bij Homo verdwenen.
Van de voet is weinig bekend. De basis van het vierde middenvoetsbeen heeft een bovenop afgerond facet met een voetwortelbeentje. Jeremy DaSilva heeft daar zeer verreikende conclusies uit getrokken. A. sediba zou platvoeten hebben gehad die extreem naar boven zouden kunnen zijn gebogen. Dat zou hem in staat hebben gesteld beter stammen te beklimmen. Bij het lopen zou de voetpunt juist extreem naar binnen zijn gedraaid. DaSilva wees er echter al zelf op dat de welving van de voet en de relatief beweeglijkheid ten opzichte van de enkel bij de moderne mens uiterst variabel zijn, wat het lastig maakt het belang te bepalen van de vorm van het raakvlak van één los middenvoetsbeen.

## Interpretatie van de evolutie

### IsA. sedibade schakel tussenAustralopithecusen de mens?

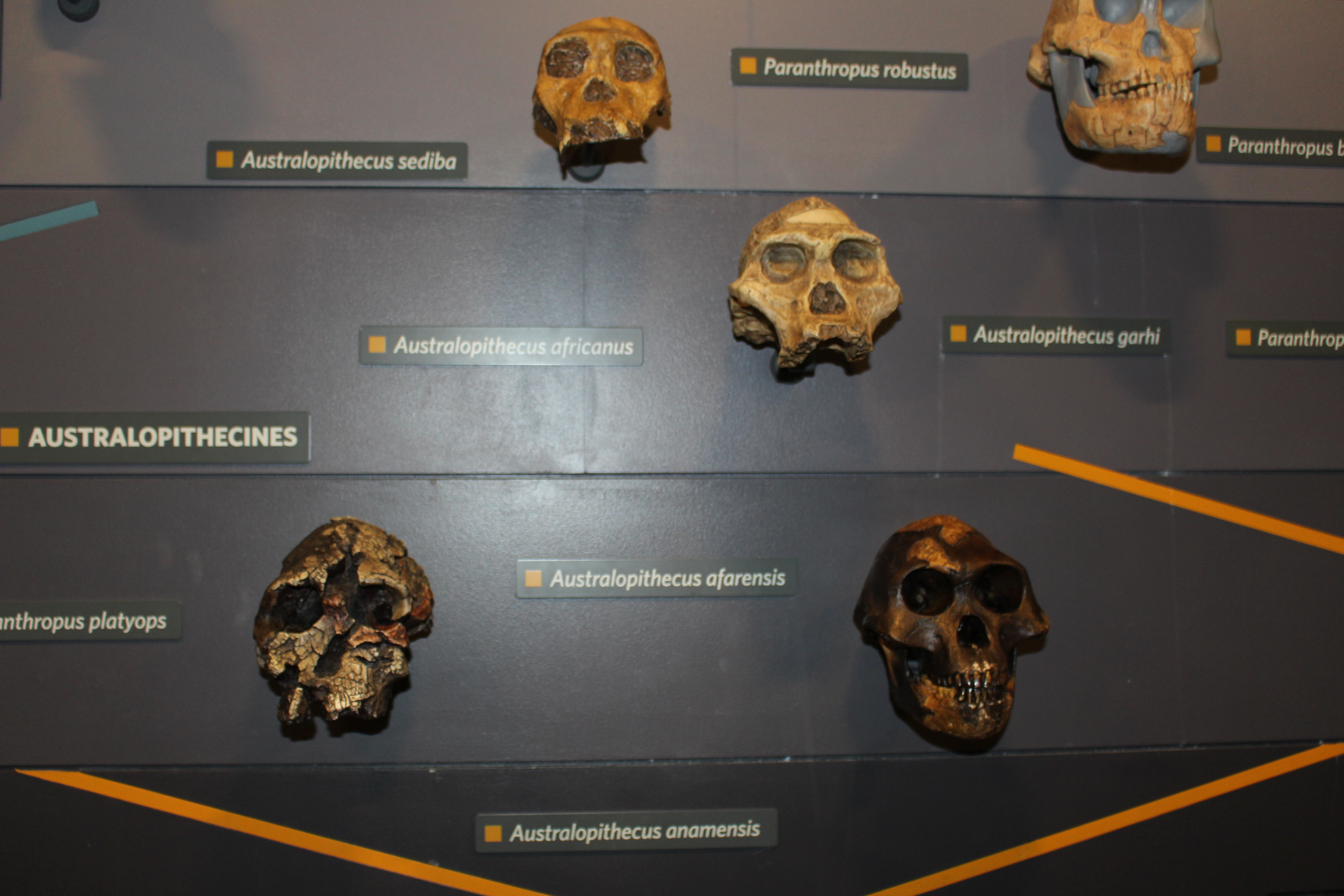
De evolutionaire positie van A. sediba is omstreden

A. sediba is gezien als een voorbeeld van mozaïekevolutie, het combineren van basale en afgeleide kenmerken die al veel eerder in de stamboom opdoken of soms pas veel later algemeen zouden worden. De schedel van het holotype heeft zowel apomorfe als plesiomorfe kenmerken en verschilt zowel van oudere chronospecies als Australopithecus anamensis, Australopithecus garhi en Australopithecus afarensis, als van jongere soorten binnen het geslacht Homo. Afgezien van Australopithecus africanus komt de toewijzing aan geen enkele contemporaine mensachtige in aanmerking zoals Homo rudolfensis, Paranthropus robustus of Paranthropus boisei. De geringe schedelinhoud en kleine lengte van beide exemplaren waren de belangrijkste redenen voor de ontdekkers hun vondsten niet aan het geslacht Homo maar aan Australopithecus toe te wijzen. In 2018 werd verwezen naar de zes criteria die Bernard Wood en Mark Collard in 1999 hadden opgesteld voor inclusie van een soort in het geslacht Homo. A. sediba voldoet op twee punten duidelijk niet: zowel zijn lichaamsgewicht als de proporties wijken niet van Australopithecus af. Hij is weliswaar een tweevoeter maar het is de vraag of het vermogen in de bomen te klimmen beperkt is, zoals het derde criterium eist. Het vierde punt is een langdurige periode van groei gedurende de individuele rijping: MH1 laat een patroon van snellere ontwikkeling zien dan bij moderne mensen. Alleen op het vijfde punt valt A. sediba eenduidig in Homo: tanden en kaken zijn gereduceerd. Het zesde criterium is het meest problematisch: of de soort nauwer aan de moderne mens dan aan Australopithecus verwant is. Hier zit een circulariteit in omdat daarvoor eerst de grenzen van beide geslachten moeten worden vastgesteld. Wood en Collard schreven hun artikel om alle soorten basaler dan H. erectus uit Homo te werken, zoals Homo habilis. Valt die in Australopithecus dan geldt dat zeker voor A. sediba. Daarbij is de stamboom nog zeer onzeker.
De morfologie van het bekken en de heupen doet echter sterk aan het geslacht Homo denken en laat zien dat de soort relatief snel op twee benen moet hebben kunnen lopen vergeleken met oudere soorten Australopithecus. In 2014 stelde een artikel dat de combinatie van basale en afgeleide kenmerken, waarbij wat de wervelkolom betreft verschillende exemplaren een onderling sterk afwijkende bouw laten zien, een gevolg was van het vermengen van botten van twee soorten. Aangezien Homo in hetzelfde gebied voorkwam, kan een exemplaar daarvan ook in het gat terechtgekomen zijn. A. sediba zou dan een chimaera zijn. In 2019 poogde het team rond Berger dit uitvoerig te weerleggen, stellend dat de verschillen slechts de positie van de wervels in de kolom weerspiegelen.
De ontdekkers zien de soort als een tussenvorm tussen Australopithecus africanus (de soort waartoe het Taung Child en Mrs. Ples behoren) en Homo habilis of zelfs de latere Homo erectus (waarvan in Afrika onder andere de Turkana Boy een voorbeeld is). In dat geval zou A. sediba een unieke en zeer belangwekkende evolutionaire positie innemen als voorloper van de mens. Er werd gesteld dat de soort de zustergroep zou zijn van Homo. A. sediba zou zich 3 tot 2,4 miljoen jaar geleden van A. africanus hebben afgesplitst, een soort waarvan het onduidelijk is hoelang die heeft voortbestaan. In 2013 concludeerde een exacte fylogenetische analyse van de tandvorm echter dat A. africanus en A. sediba samen een klade vormden en dat die tak de zustergroep was van Homo. In 2016 stelde een studie dat A. sediba past in een trend tot reductie van de achterste tanden, die zich zowel bij Australopithecus als Homo voordeed. De mate van vermindering van de grootte van de tandkronen ten opzichte van de tandrij als geheel zou A. sediba echter alleen met Homo delen en een sterke aanwijzing zijn dat er sprake was van een directe afstammingsrelatie. In 2023 concludeerde een analyse dat niet kon worden uitgesloten dat A. sediba en Homo zustergroepen waren.

### Of slechts een variatie binnenA. africanus?
Andere onderzoekers wijzen op de vele verschillen met Homo en overeenkomsten met Australopithecus en zijn daarom voorzichtiger. Ze zien Australopithecus sediba als een late zuidelijk-Afrikaanse soort Australopithecus, die een tijdgenoot van de eerste mensen (geslacht Homo) was. De oudste fossielen die tot het geslacht Homo worden gerekend zijn die van Homo rudolfensis en zijn ongeveer 2,5 tot 2,8 miljoen jaar oud, duidelijk ouder dan Australopithecus sediba. Dat kan geïnterpreteerd worden als een aanwijzing dat de afgeleide kenmerken van A. sediba een geval zijn van parallelle evolutie en de soort een doodlopende zijtak is die niet speciaal met Homo verwant is. De jongere leeftijd is echter ook verenigbaar met de mogelijkheid dat A. sediba een aftakking vertegenwoordigt die zich net voor Homo heeft afgesplitst. In 2019 stelde een studie echter dat er statistisch slechts een 0,09% kans was dat A. sediba in een proces van anagenese de directe vooroudersoort van Homo was. Men hield het erop dat A. afarensis de voorloper was van de moderne mens.
Daarnaast is er kritiek op het feit dat de morfologische conclusies aan de hand van een juveniel exemplaar werden gedaan, terwijl onbekend is hoe een volwassen exemplaar eruitzag. Vaak is gesteld dat de evolutie van Homo een element van neotenie bevat, het in de volwassenheid behouden van juveniele kenmerken. Een jong exemplaar kan zo de illusie scheppen van een speciale verwantschap. In 2013 wierp de groep rond Berger tegen dat in ieder geval wat de onderkaken betreft het volwassen wijfje MH2 dezelfde eigenaardigheden toont als het jongetje MH1. In 2016 publiceerden ze een studie waarin ze de verwachte veranderingen in het skelet van MH1 hadden proberen te berekenen als dit individu volwassen zou zijn geworden, aan de hand van overeenkomstige veranderingen bij de rijping van moderne chimpansees, gorilla's en mensen. Ze concludeerden dat zich bij het bereiken van de geslachtsrijpheid slechts wat secundaire geslachtsverschillen hadden voorgedaan, leidend tot een beperkte mate van seksuele dimorfie, en geen grote veranderingen die de jongen in een standaard A. africanus hadden veranderd. Dit zagen ze als een sterke bevestiging van de hypothese dat A. sediba de directe voorouder van Homo is. In 2017 werd dit echter weersproken door een studie die stelde dat het juist erg waarschijnlijk is dat er zich grote veranderingen zouden hebben voorgedaan.
Ook wijzen de critici op het feit dat er tussen de verschillende gevonden fossielen van Australopithecus africanus veel morfologische verschillen bestaan en dat met deze variatie rekening gehouden moet voordat men kan concluderen dat Australopithecus sediba een aparte soort vormt. MH1 en MH2 zouden wel eens binnen de variatiebreedte van A. africanus kunnen vallen. Sinds 2010 is de soort echter in een meerderheid van publicaties als geldig beschouwd. Dat komt mede doordat het Berger lukte vele andere onderzoekers aan te trekken waarmee hij tot 2019 een vijftigtal artikelen over de vondsten publiceerde.

## Levenswijze

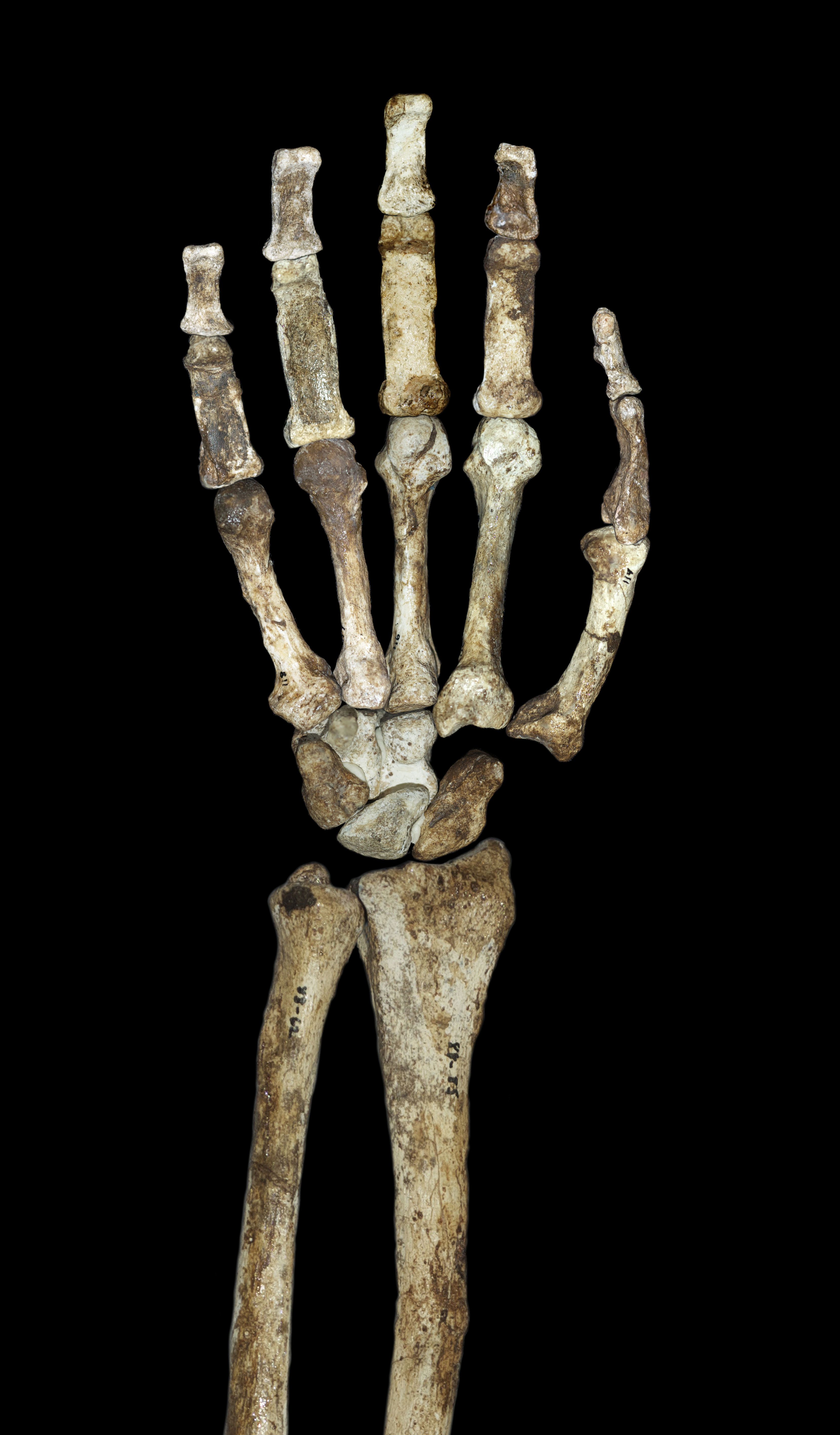
De onderarm van MH2

### Motorische vaardigheden
Vervolgstudies hebben de klemtoon gelegd op de levenswijze van A. sediba. Volgens sommige modellen was Australopithecus al tot een simpel werktuiggebruik in staat. In 2011 stelde een publicatie dat bij A. sediba de korte vingers en lange duim wezen op een precisiegreep om beter objecten te hanteren, zoals mogelijkerwijs stenen werktuigen. Het moest echter toegegeven worden dat de robuuste hand en pols van MH2, met krachtige aanhechtingen voor de pezen van de krommende spieren, vooral nuttig zouden zijn geweest voor het klimmen in bomen. Dat zou ook een goede verklaring kunnen zijn voor de lange duim, die relatief langer is dan bij alle andere bekende Hominini. In 2018 echter stelde het onderzoeksteam dat een precisiegreep de beste verklaring bood. De algemene bouw van de arm is meer geschikt voor het klimmen dan voor werktuiggebruik. Het sleutelbeen is kort. De bovenaan taps toelopende borstkas wijkt sterk af van de tonvormige bouw bij Homo erectus. De smalle bouw zou de armen meer bewegingsvrijheid gegeven hebben in een geheven positie, zoals bij het klimmen of zelfs aan takken slingeren, maar niet nuttig geweest zijn bij het van voor naar achteren zwaaien bij het rennen. In 2017 bleek dat de ellepijp nog meer dan bij A. afarensis leek op die van mensapen die aan hun armen hangend door de bomen slingeren. In 2020 stelde een studie dat de lange duim het meest geschikt was voor werktuiggebruik terwijl de bouw van de middenhand deed denken aan die van orang-oetans en wees op het slingeren in de bomen. De combinatie was een aanwijzing voor een unieke levenswijze.
Een tweede studie uit 2011 concludeerde dat de voetboog en achillespees vrij menselijk waren. Het zwakke hielbeen en de brede binnenste malleolus van de enkel zouden juist basale kenmerken zijn geweest. Het geheel zou wijzen op een unieke combinatie van een verbeterde tweevoetige gang en een mate van leven in de bomen. In 2013 stelde een studie dat deze combinatie zich onafhankelijk van andere australopithecussoorten zou hebben ontwikkeld. Bij het lopen zou het been zich volledig hebben gestrekt. Bij het naar voren zwaaien werd de voetpunt volgens dit model naar binnen gericht en de voet kwam zo met de buitenzijde op de grond neer. Bij de afzet met de tenen werd het gewicht dan extreem naar de binnenzijde van de voet verlegd. Deze wijze van lopen zou uniek zijn voor de soort. Zij zou geresulteerd hebben in een vrij zwakke afzet van de voet. De Musculus rectus femoris en de Musculus biceps femoris zouden het been meer naar binnen gedraaid hebben, welke extra belasting tot de vorming van verbeningen zou hebben geleid in hun kapsels op respectievelijk het bekken en het kuitbeen. Het bleek dat velen moeite hadden zich de speciale gang te visualiseren en daarom werd hiertoe een speciaal driedimensionaal computermodel ontwikkeld.
De bouw van het bekken benadert iets dat van Homo. Ook hier is het de vraag of dit wijst op een voorouderschap of op parallelle evolutie. De bouw van het bekken zou een tweevoetige gang hebben vergemakkelijkt. Dat zou dan de oorsprong van het verbreden van het geboortekanaal kunnen zijn geweest, een kenmerk dat bij Homo gemeenlijk wordt gezien als een aanpassing aan een grotere hersenomvang.
Bij MH1 is een reeks halswervels bewaard gebleven, wat zeldzaam is voor fossiele vondsten van Hominini. In 2017 meldde een studie dat de nek er duidelijk op wees dat A. sediba een tweevoeter was. Net als bij Homo was de nek zo hol gekromd en naar onderen verbreed dat het gezicht recht vooruit keek als de romp verticaal gehouden werd. Er waren echter ook basale kenmerken. Het doornuitsteeksel van de zevende halswervel stond horizontaal en was lang, vermoedelijk als hefboom om het gewicht van een toch wat prognate kop te dragen. Het doornuitsteeksel van de derde halswervel was juist kort, een teken dat het hoofd meer uit de schouder en het sleutelbeen bewogen werd, iets wat kan hebben samengehangen met een beweeglijke arm die gebruikt werd om te klimmen. De nek kon minder sterk geroteerd of zijwaarts gebogen worden dan bij Homo. A. sediba had dus een veel stijvere nek dan de moderne mens. Het ruggenmergkanaal van de nek was relatief smal, wat duidt op een niet al te precieze aansturing van arm en handen, in strijd met de eisen gesteld door nauwkeurig werktuiggebruik.
Ook de algemene proporties van het lichaam leveren informatie over dit vraagstuk. Anders dan bij basale mensapen zijn bij Homo en Australopithecus de benen langer dan de armen, zoals past bij hun tweevoetige gang. Bij de basalere Australopithecus zijn de armen relatief iets langer dan die van Homo. A. sediba is hierop geen uitzondering. De soort is echter potentieel afgeleider en vrij jong. Dat de armen dan nog geen reductie tonen, kan gezien worden als een duidelijk teken dat ze nog functioneel waren bij het klimmen. De relatief korte benen wijzen in ieder geval op een beperkt belang van het lopen bij de voortbeweging.

### Voedsel
Bij de fossielen was de preservering van het tandglazuur en het tandsteen zo goed dat versteende plantenresten in de vorm van fytolieten bewaard zijn gebleven. Voor het eerst bij zulke oude Hominini kon zo direct het dieet vastgesteld worden. Het bleek dat dit voor 95% bestond uit C3-planten, ondanks het feit dat C4-planten ruimschoots voorhanden waren en vermoedelijk zelfs het merendeel van de flora vormden. Het dieet was dus nogal basaal als bij savannechimpansees. Het leek meer op dat van giraffen dan op dat van een mens. Van de uitgestorven soorten benaderde het dat van Ardipithecus ramidus. Meer concreet bestond het uit vezelrijke bladeren of fruit en zelfs hout en schors, maar ook uit grassen. Dit werd bevestigd door het patroon van krassen op het tandemail. Vlees stond kennelijk niet op het menu. Het dieet weerspiegelt het landschap: savanne afgewisseld door bos. Het dieet voorspelt dat de bijtkracht groot was. Dat is echter in tegenspraak met de kleine tanden, de graciele bouw van de schedel en de zwakke aanhechtingsvlakken voor kauwspieren. Een studie uit 2016 concludeerde dat de bijtkracht bij de premolaren en kiezen weliswaar niet significant kleiner was dan bij A. africanus maar toch onvoldoende om op regelmatige basis hard voedsel te verwerken. Deze conclusie is zowel verenigbaar met de hypothese dat A. sediba een zustergroep is van Homo als met de mogelijkheid dat er sprake is van parallelle evolutie. De tegengestelde aanwijzingen die de fytolieten opleveren, blijven dan wel problematisch.
In 2018 werd gesteld dat de tanden van A. sediba in ieder geval niet extreem gespecialiseerd zijn in het eten van hard voedsel. Hij zou een meer flexibele voedingsstrategie kunnen hebben gehad, net als de vroege Homo. In dat verband is het opvallend dat veel overeenkomsten tussen A. sediba en Homo betrekking hebben op het kauwapparaat. Toch werd ervoor gewaarschuwd hierin de dominante factor te zien in de ontwikkeling van het geslacht Homo. Veel overeenkomsten hadden namelijk niets met kauwen van doen. Daarbij is er de mogelijkheid dat het afsplitsen van Homo het gevolg was van genetic drift, een opeenhoping van mutaties zonder duidelijk element van selectie.

### Hersencapaciteit
Van de hersenpan van MH1 kon een afgietsel gemaakt worden. In 2011 concludeerde een studie dat het brein sterk leek op dat van andere australopithecussoorten maar dat er ook meer Homo-achtige kenmerken waren zoals het meer naar achteren liggen van de reukkwabben. Echte indicaties voor een vergroting van het hersenvolume waren er niet. Dat het brein meer op dat van Homo zou lijken, werd nog in 2011 bestreden: de onderzoekers zouden een te beperkte sample van Australopithecus ter vergelijking hebben genomen.

### Groei

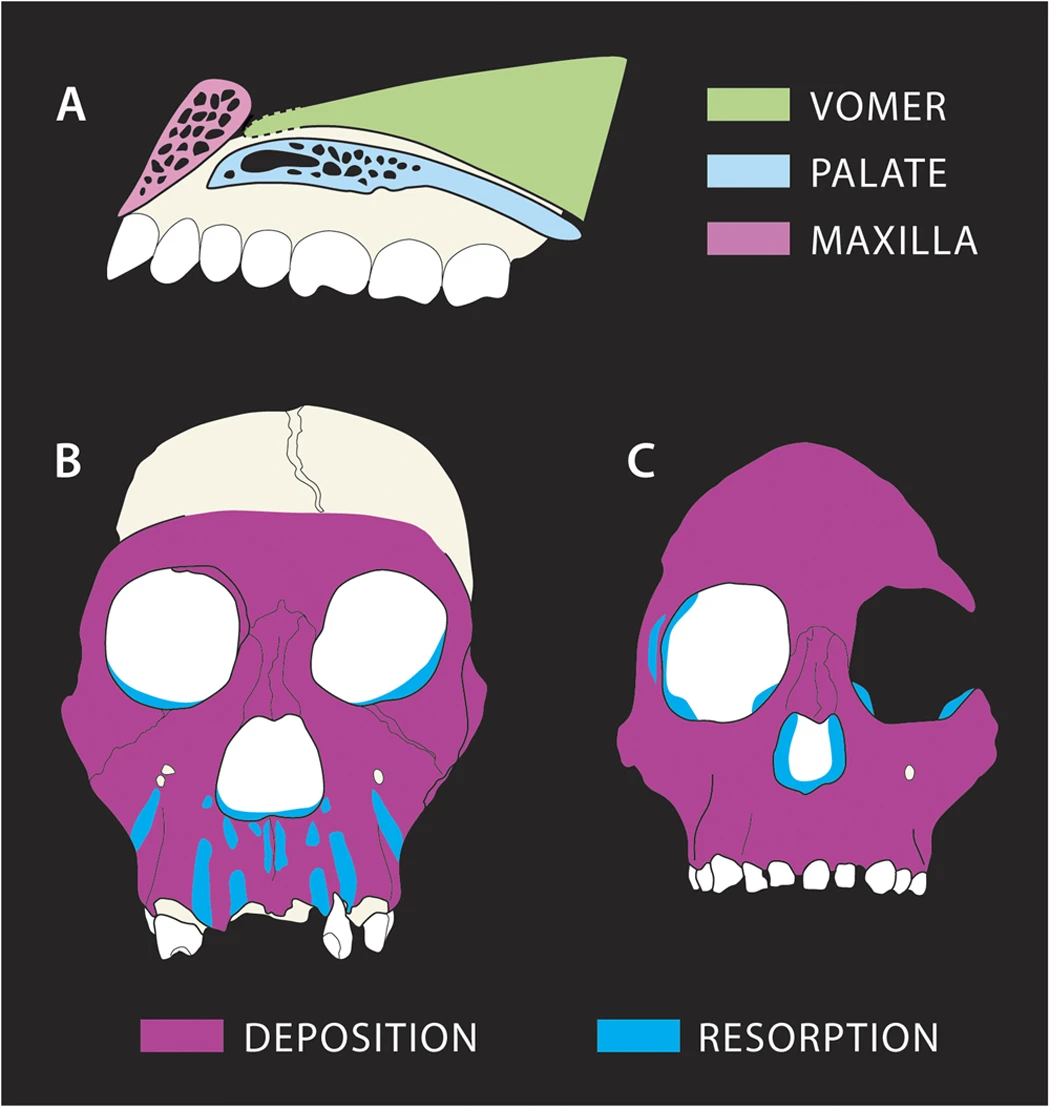
Het groeipatroon in het gezicht, links, vergeleken met dat van A. africanus

Omdat MH1 een jong individu is, kan het informatie verschaffen over de rijping ofwel ontogenese. In 2015 concludeerde een studie dat de zone van neus en voorste bovenkaak op een unieke manier groeide, afwijkend van de situatie zowel bij oudere australipithecussoorten als bij Homo. In afwisselende evenwijdige verticale stroken werd bot afgezet en geresorbeerd. Vermoed werd dat dit samenhing met het speciale dieet met veel C3-planten wat tot een zwaardere belasting van de voorste tanden zou hebben geleid. In 2016 stelde een studie naar de mandibula, de vergroeide onderkaken, dat de vorm daarvan bij MH1 in wezen hetzelfde was als bij MH2. De bouw leek sterk op die van andere australopithecussoorten: een robuuste structuur die voldoende stijfheid bood voor het eten van hard plantenmateriaal. Dat de bovenkaken het tegengestelde suggereerden, werd verklaard door het feit dat in de evolutie niet alle lichaamsdelen even volmaakt aan een bepaalde levenswijze zullen zijn aangepast.
In 2017 stelde een studie door Noel Cameron dat de oorspronkelijke leeftijdsschatting voor MH1 wellicht niet correct was. Die was gebaseerd geweest op het patroon van rijping bij moderne mensen. Er zijn echter aanwijzingen dat de rijping bij Australopithecus sneller ging, zoals bij wilde chimpansees. In dat geval was de jongen, afgaande op de vorm van zijn postcraniaal skelet, ongeveer negen tot elf jaar oud op het moment van zijn dood en zou bij leven eerder opgehouden zijn met groeien, een lengte van anderhalve meter bereikend. Dat zou bevestigd worden door de rijping van de tanden, die ook meer lijkt op die van chimpansees.

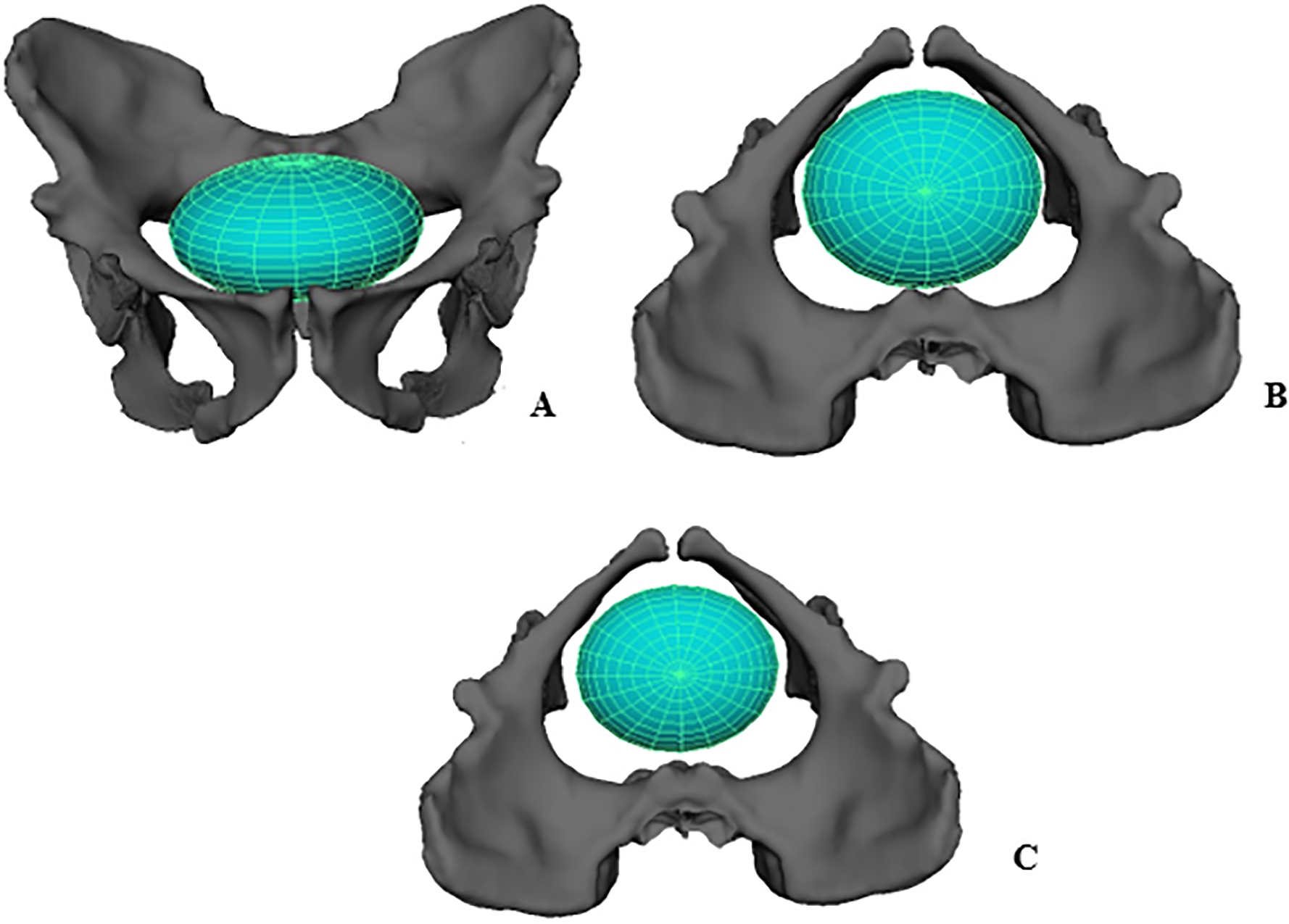
De positie van de schedel tijdens de baring

In 2019 werd een analyse gegeven naar de wijze van baring. Bij basale mensapen ligt de grootste breedte van het geboortekanaal van voor naar achteren gericht en wordt de baby in dezelfde oriëntatie gebaard, met het achterhoofdje naar achteren gericht zodat de moeder zonder assistentie het kind naar buiten kan brengen, wat verder vergemakkelijkt wordt door het vrij kleine hoofd. Bij de moderne mens daarentegen is de grootste breedte van het kanaal overdwars gericht en daalt de baby met het hoofd ook overdwars in. Daarna echter draait het hoofdje een kwartslag en het nekje buigt waarbij het achterhoofd juist naar voren gericht wordt. De moeder kan nu de bevalling niet meer zelf begeleiden zonder het risico te lopen het nekje fataal te rekken zodat
bijstand door anderen zeer wenselijk is. Vaak is geopperd dat de brede heupen, nodig voor een tweevoetige gang, aldus beperkingen aan de hersengrootte van de nieuwgeborene stelden. Dit zou dan gecompenseerd zijn door de breedte, van voor naar achter, van het kanaal weer wat te doen toenemen ten opzichte van voorlopers van de mens met een kleinere kop. De studie ontdekte echter dat de rotatie van de baby bij Homo sapiens veroorzaakt wordt door uitsteeksels van de zitbeenderen die bij A. sediba ontbreken. Kennelijk werd het kind over de volle lengte van het traject overdwars gebaard. Desalniettemin is de breedte van voor naar achter van het geboortekanaal bij A. sediba vergroot wat dus kennelijk geen aanpassing is voor een toeneming van de hersengrootte maar een of andere verbetering van de voortbeweging ten dienste moet hebben gestaan.

### Ziekte
De kwaliteit van de skeletten is voldoende om er ook allerlei pathologische afwijkingen in te kunnen vaststellen. Bij MH1 bleek in 2016 een normaal goedaardig neoplasma de zesde borstwervel te zijn binnengedrongen. Eerdere bekende gevallen van kwaadaardige tumoren in het bot van Hominini waren in 2016 tweehonderdduizend jaar jonger.
Bij het oudere exemplaar MH2 zijn in het sleutelbeen en het opperarmbeen tekenen aangetroffen van osteoarthritis, een typische ouderdomsziekte die samen kan hangen met slijtage.
| Voorlopers en oude verwanten van de mens | Voorlopers en oude verwanten van de mens | Voorlopers en oude verwanten van de mens |
| Fossiel voorkomen                        | Geslacht                                 | Soorten |
| ---------------------------------------- | ---------------------------------------- | --- |
| 7 - 4,4 Ma                               | Sahelanthropus                           | Sahelanthropus tchadensis |
| 7 - 4,4 Ma                               | Orrorin                                  | Orrorin tugenensis |
| 7 - 4,4 Ma                               | Ardipithecus                             | Ardipithecus ramidus · Ardipithecus kadabba |
| 4,3 - 2 Ma                               | Australopithecus                         | A. anamensis · A. afarensis · A. bahrelghazali · A. africanus · A. garhi · A. sediba |
| 3,5 Ma                                   | Kenyanthropus                            | Kenyanthropus platyops |
| 2,5 - 1 Ma                               | Paranthropus                             | P. aethiopicus · P. boisei · P. robustus |
| tot heden                                | Homo                                     | H. antecessor · H. cepranensis · H. denisova · Homo erectus (Javamens · Pekingmens) · H. ergaster · H. floresiensis · H. gautengensis · H. georgicus · H. habilis · H. heidelbergensis · H. helmei · H. neanderthalensis · H. rhodesiensis · H. rudolfensis · Homo sapiens (H. s. idaltu · Cro-magnonmens · Red Deer Cave-mensen) |